# Biograf Edison

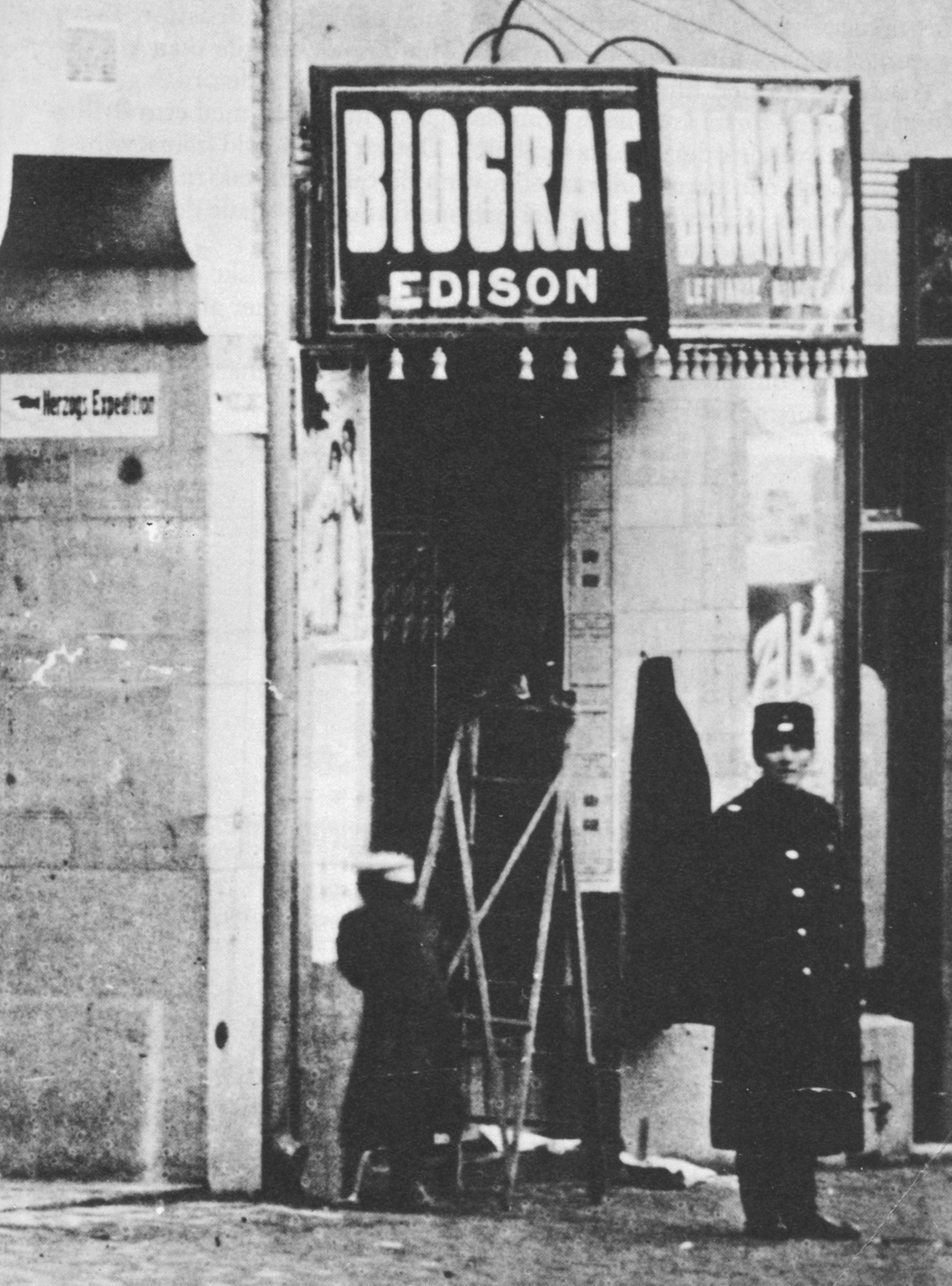
Biograf Edison omkring 1905.

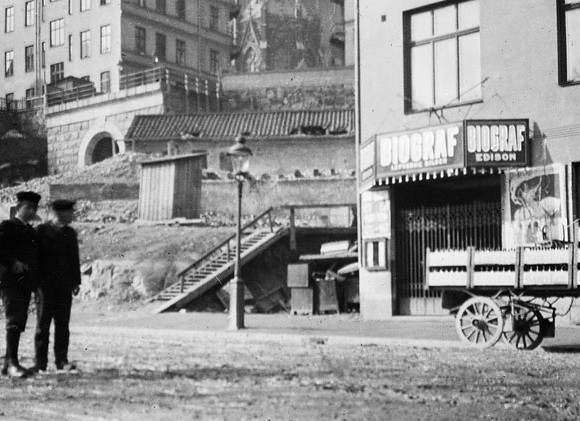
Biograf Edison omkring 1905
Foto: Kasper Salin

Biograf Edison var en stumfilmsbiograf på Norrmalm i Stockholm. Den låg på Regeringsgatan 111, vid gatans norra ände intill korsningen med Tegnérgatan och Birger Jarlsgatan. Edisonbiografen hörde till Stockholms tidiga biografer, den öppnade 1905 och stängde 1916, men levde under många år vidare som teater.

## Biograf (1905–1916)
Biografen, som fick sitt namn efter uppfinnaren Thomas Edison, började med filmvisning den 9 november 1905 i en nybyggd fastighet i slutet av Regeringsgatan. Från entrén förde en lång passage till salongen som hade plats för 304 besökare. För det passande ljudet fanns en orkester bestående av fem man. 1906 blev John A. Bergendahl ägare, han skulle så småningom bli en av Stockholms stora biografägare. 
År 1910 hade Bergendahl planer på att omvandla biolokalen till en "intim teater" och sätta upp "mindre folkpjäser och tillfällighetsstycken" men han fick aldrig lokalen godkänd som teater på grund av brandrisken. Istället visade han "sjungande och talande bilder", men läppsynkront ljud fanns inte på den tiden utan det var grammofoninspelningar som spelades upp tillsammans med filmen.

## Teater (1916–1971)
År 1916 lades biografverksamheten ner och efter en del ändringar av lokalen (för att uppfylla brandkraven) uppfördes kabaréföreställningar under namnet Cabaret 111:an (efter adressen Regeringsgatan 111). Därefter följde en lång rad med andra teaterföretag i gamla Edisonbiografen; Mindre Teatern (1920), Centralteatern (1921), Lilla Folkteatern (1922), Lilla Teatern (1930), Nya Teatern (1936) och från 1956 Lilla Teatern igen. 

## Lokalens senare användning
1971 stängde även teaterverksamheten och lokalen byggdes om till restaurang och kom att hysa stjärnrestauranger som Coq Blanc och Bon Lloc. 2019 drevs en persisk restaurang i lokalerna.

## Scenuppsättningar

### Mindre Teatern
| År   | Produktion                                                             | Upphovsmän                                       | Regi          | Noter |
| ---- | ---------------------------------------------------------------------- | ------------------------------------------------ | ------------- | --- |
| 1920 | Tok-Vickes miljoner                                                    | Uno Weilerz                                      |               | Premiär 14 augusti 1920 Uno Weilerz |
| 1920 | Fröken Trallala Fräulein Trallala                                      | Jean Gilbert, Georg Okonkowski och Leo Leipziger |               | Premiär 7 september 1920 Elin Ekstedt |
| 1920 | Kolingar på villovägar Robert und Bertram oder Die lustigen Vagabunden | Gustav Raeder                                    |               | Premiär 1 oktober 1920 Anton Salmson, Birger Sahlberg, Johan Eklöf                                                                               |
| 1920 | Värmlänningarne                                                        | Fredrik August Dahlgren och Andreas Randel       |               | Premiär 18 oktober 1920 |
| 1920 | Gröngölingar, spexrevy                                                 | X2                                               | Anton Salmson | Premiär 16 november 1920 Koreografi Birger Sahlberg, Kapellmästare Ragnar Appelkvist                                                             |
| 1920 | Andersson, Pettersson och Lundström                                    | Frans Hodell                                     |               | Premiär 3 december 1920 Wilhelm Tunelli, Johan Eklöf                                                                                             |
| 1921 | Fågel Fenix land, revy                                                 |                                                  |               | Premiär 1 januari 1921 Anton Salmson, Johan Eklöf, Uno Weilerz, Birger Sahlberg, Knut Sjöqvist, Vesta Lindström, Tora Jakobsson, fröken Clementz |
| 1921 | Uppståndelse Воскресеніе, Voskresenie                                  | Lev Tolstoj                                      |               | Premiär 24 januari 1921 |
| 1921 | Kampen för tillvaron                                                   | I.Th-                                            |               | Premiär 4 februari 1921 |
| 1921 | Charleys tant Charley's Aunt                                           | Brandon Thomas                                   |               | Premiär 1 mars 1921 |
| 1921 | Stockholm nattetid, revy                                               | Uno Weilerz                                      | Uno Weilerz   | Premiär 1 april 1921 |
| 1921 | Luffarkongressen, revy                                                 | Uno Weilerz                                      | Uno Weilerz   | Premiär 3 maj 1921 Koreografi Birger Sahlberg, Scenografi Manne Hallengren                                                                       |
| 1921 | En man av värld och en man av värde                                    | Johan Jolin                                      |               | Premiär 26 maj 1921 |
| 1921 | Betsö-Nicklas flickor                                                  | Uno Weilerz                                      | Uno Weilerz   | Premiär 26 maj 1921 |
| 1921 | En bröllopsnatt                                                        | Helge S-q-t                                      |               | Premiär 9 juli 1921 |
| 1921 | Äktenskapskarusellen                                                   | Raoul Touché                                     |               | Premiär 9 juli 1921 |
| 1921 | Lars Anders och Jan Anders och deras barn                              | Gustaf af Geijerstam                             |               | Premiär 18 juli 1921 Gästspel av John Borghs sällskap                                                                                            |
| 1921 | Fattiga riddare eller Fåfängans marknad                                | E Blumenthal                                     |               | Premiär 18 augusti 1921 |
| 1921 | Det försvunna testamentet eller Spindelmysteriet Sherlock Holmes       | Jack Gordon                                      |               | Premiär 1 september 1921 50 föreställningar |
| 1921 | Ingeborg Holm                                                          | Nils Krok                                        |               | Premiär 8 oktober 1921 |
| 1921 | Damen från Berlinerkaféet Die Dame vom Berliner Café                   | Rudolf Kneisel                                   |               | Premiär 11 november 1921 |
| 1921 | Den ondes besegrare Fandens overmand                                   | Thomas Overskou                                  |               | Premiär 29 november 1921 |

### Centralteatern
| År   | Produktion                                         | Upphovsmän                                     | Regi         | Noter |
| ---- | -------------------------------------------------- | ---------------------------------------------- | ------------ | --- |
| 1921 | Svärmor kommer Pastor Jussilainen                  | Gustaf von Numers                              | Albert Ståhl | Premiär 26 december 1921 Jenny Tschernichin-Larsson, William Larsson |
| 1922 | Syrsan Die Grille                                  | Charlotte Birch-Pfeiffer                       |              | Premiär 2 januari 1922 Karin Ljunggren |
| 1922 | Tatlows hemlighet The Middleman                    | Henry Arthur Jones                             | Albert Ståhl | Premiär 12 januari 1922 Albert Ståhl, Ingeborg Ståhl, Olle Broberg, Vera Nordling, Frida Sporrong, herr Winell, Johan Eklöf, Thure Alf, Berty Tood Scenografi Manne Hallengren 19 föreställningar |
| 1922 | Trilby                                             | George du Maurier Dramatisering Paul M. Potter | Albert Ståhl | Premiär 31 januari 1922 Vera Nordling, Albert Ståhl, Olle Broberg, Thure Alf, John Ericsson, Ester Holmqvist Scenografi Elias Johansson och Manne Hallengren                                      |
| 1922 | Sabinskornas bortrövande Der Raub des Sabinerinnen | Franz och Paul von Schönthan                   | Albert Ståhl | Premiär 16 februari 1922 Albert Ståhl, Thure Alf, Ellen Öhman, Vera Nordling, Estery Ericsson, Frida Sporrong, Olle Broberg, herr Winell, Johan Eklöf                                             |
| 1922 | Kameliadamen La Dame aux camélias                  | Alexandre Dumas d.y.                           | Albert Ståhl | Premiär 7 mars 1922 Vera Nordling, Olle Broberg, Albert Ståhl, Ellen Öhman, Gustaf Sthén, Thure Alf, Ingeborg Ståhl, Frida Sporrong Scenografi Elias Johansson och Wilhelm Johan Meling           |
| 1922 | Baldevins bröllop Baldevins bryllup                | Wilhelm Krag Översättning Emil Grandinson      | Albert Ståhl | Premiär 30 mars 1922 Birger Sahlberg, Ellen Öhman, John Ericsson, Estery Ericsson, Thure Alf, Frida Sporrong                                                                                      |
| 1922 | Storken är död Der Storch ist tot                  | Hans Kottow Översättning John Colldén          |              | Premiär 22 april 1922 Vera Nordling, Elin Ekstedt, Ellen Öhman, Olle Broberg, Thure Alf, herr Spångberg, herr Winell                                                                              |
| 1922 | Det fallande lövet                                 | Sigurd Jungstedt                               |              | Premiär 19 augusti 1922 Jenny Tschernichin-Larsson, Margareta Nilsson, herr Spångberg, herr Winell, herr Centervall                                                                               |
| 1922 | Rosen på Tistelön                                  | Emilie Flygare-Carlén                          | Olle Broberg | Premiär 30 augusti 1922 Therese Hultberg, Anna-Stina Wåglund, herr Winell, herr Spångberg, Axel Janse, Gustaf Sthén                                                                               |
| 1922 | Älskarinnan L’Amant de coeur                       | Louis Verneuil Översättning Ernst Lundquist    | Olle Broberg | Premiär 19 september 1922 Vera Nordling, William Larsson, Olle Broberg Flyttad från Alhambrateatern                                                                                               |
| 1922 | Drottning Pettersson                               | Kâre Boogbris                                  |              | Premiär 30 september 1922 |

### 111:ans Folkteater
| År   | Produktion                           | Upphovsmän                                                 | Regi        | Noter                                                                                            |
| ---- | ------------------------------------ | ---------------------------------------------------------- | ----------- | ------------------------------------------------------------------------------------------------ |
| 1922 | Två man om en änka Der Regementspapa | Victor Hollaender, Heinrich Storbitzer och Richard Kessler | Johan Eklöf | Premiär 7 oktober 1922 Johan Eklöf, Mia Karlström, Hilma Borrong, Rut Hultsten 9 föreställningar |

### Lilla Folkteatern
| År   | Produktion                                 | Upphovsmän                                                         | Regi           | Noter |
| ---- | ------------------------------------------ | ------------------------------------------------------------------ | -------------- | --- |
| 1922 | Baldevins bröllop Baldevins bryllup        | Vilhelm Krag Översättning Emil Grandinson                          | Leopold Edin   | Premiär 2 november 1922 Sickan Castegren, Elsa Norrman, Leopold Edin, John Norrman, Ingeborg Östeman, Albert Österman 36 föreställningar |
| 1922 | På livets solsida Auf der Sonnenseite      | Oscar Blumenthal och Gustav Kadelburg Översättning Oscar Wijkander |                | Premiär 8 december 1922 John Norrman, Emmi Edin, Leopold Edin, Sickan Castegren, Halvar Falck 30 föreställningar |
| 1923 | Stiliga Agusta                             | Gustaf af Geijerstam                                               | Leopold Edin   | Premiär 12 januari 1923 Sickan Castegren, Emmi Edin, Axel Janse, John Norrman, Elof Ahrle, Leopold Edin, Elsa Norrman, Helge Andersson 30 föreställningar                                                                                     |
| 1923 | 33,333                                     | Algot Sandberg                                                     | Leopold Edin   | Premiär 14 februari 1923 Leopold Edin, Alma Bodén, Axel Janse, John Norrman, Sickan Castegren, Elsa Norrman, Elof Ahrle, Emmi Edin, Svea Holst, Helge Andersson, herr Bergström, herr Gustafsson, herr Olinder 75 föreställningar             |
| 1923 | Miljonär för en dag                        | Fredrik Lindholm                                                   | Leopold Edin   | Premiär 11 augusti 1923 Leopold Edin, Emmi Edin, Sickan Castegren, John Norrman, John Elfström, Helge Andersson, Axel Spångberg, Alma Bodén 44 föreställningar                                                                                |
| 1923 | Kusin Teodor Die Goldgrube                 | Carl Laufs och Wilhelm Jacoby                                      | John Norrman   | Premiär 25 september 1923 John Norrman, Alma Bodén, Sickan Castegren, Svea Holst, Nils Hultgren, Axel Spångberg, Elof Ahrle, Helge Andersson, Signe Borg, John Elfström, Elsa Norrman 35 föreställningar                                      |
| 1923 | Som medlem av familjen                     | Emil Gade                                                          | John Norrman   | Premiär 30 oktober 1923 Axel Spångberg, Alma Bodén, John Norrman, Svea Holst, Elof Ahrle, Elsa Norrman, Hildegard Ekholm, Signe Borg, John Elfström, Mona Geijer-Falkner, Helge Andersson, Gösta Bergman, Tryggve Jerneman 30 föreställningar |
| 1923 | Blidökungen                                | George Sylwan                                                      | John Norrman   | Premiär 1 december 1923 John Norrman, John Elfström, Axel Spångberg, Elsa Norrman, Elof Ahrle, Sickan Castegren, Svea Holst, Alma Bodén Scenografi Göte Hennix 45 föreställningar                                                             |
| 1924 | När Svält-Jerker skulle skaffa sig arvinge | Kristoffer Klemens                                                 | John Norrman   | Premiär 18 januari 1924 John Norrman, John Elfström, Axel Spångberg, Elsa Norrman, Elof Ahrle, Svea Holst, Helge Andersson, Alma Bodén Scenografi Göte Hennix 70 föreställningar                                                              |
| 1924 | Sömnpulvret Drömmalätt                     | Fredrik Lindholm                                                   | John Norrman   | Premiär 21 mars 1924 John Norrman 39 föreställningar |
| 1924 | Paradiset                                  | Anders Asping                                                      | John Norrman   | Premiär 3 september 1924 John Norrman, Elsa Norrman, Alma Bodén, Axel Spångberg, Helge Andersson, Signe Borg Scenografi Carl Grabow 107 föreställningar                                                                                       |
| 1925 | En sjöman kommer hem                       | Ragnar Holmström                                                   | John Norrman   | Premiär 20 januari 1925 Elsa Norrman, Alma Bodén, Svea Holst, John Norrman, Gösta Björker, Helge Andersson, Axel Spångberg 36 föreställningar                                                                                                 |
| 1925 | Kärlek och hönseri                         | Felix Körling                                                      |                | Premiär 25 februari 1925 Alma Bodén, Gösta Björker, Svea Holst 15 föreställningar |
| 1925 | Den stackars Herman                        | Gustav Nilsson                                                     |                | Premiär 13 mars 1925 John Norrman, Aggie Jansson, Gösta Björker, Helge Andersson, Ernst Berglund 52 föreställningar |
| 1925 | Madame Flirt                               | X-tian                                                             | Harry Bergvall | Premiär 8 maj 1925 Mary von Johnstone, Hillevi Stenhammar, Vera Nordling, Harry Bergvall, John Elfström, Sven Quick, Sven Valenkamph, Ragnar Falck 30 föreställningar                                                                         |
| 1925 | Skiljas och giftas                         | Anders Asping                                                      |                | Premiär 15 augusti 1925 46 föreställningar |
| 1925 | Doktor Palm                                | Walter Hülphers                                                    | John Norrman   | Premiär 14 oktober 1925 John Norrman, Elsa Norrman Scenografi Carl Grabow 28 föreställningar |
| 1925 | Röda Molly                                 | Franz Cornelius Översättning Otto Malmberg                         | Eric Malmberg  | Premiär 11 november 1925 John Norrman, Alma Bodén, Svea Holst, Olle Hilding, Elsa Norrman, Eric Malmberg, John Elfström, Alvar Krook 52 föreställningar                                                                                       |
| 1926 | Ungkarlsflickan                            | Eric Sundelius                                                     | Eric Malmberg  | Premiär 8 januari 1926 Olle Hilding, John Elfström, John Norrman, Eric Malmberg, Alvar Krook, Svea Holst, Greta Holmberg, Alma Bodén 35 föreställningar                                                                                       |
| 1926 | Flickan från varuhuset                     | V. Malmstrup och Jens Waage                                        | Eric Malmberg  | Premiär 12 februari 1926 Olle Hilding, Greta Holmberg, Alma Bodén, Elsa Norrman, John Elfström, Eric Malmberg, John Norrman, Svea Holst, Alvar Krook 47 föreställningar                                                                       |
| 1926 | Baldevins bröllop Baldevins bryllup        | Vilhelm Krag Översättning Emil Grandinson                          | John Norrman   | Premiär 1 april 1926 Alma Bodén, Elsa Norrman, Svea Holst, Eric Malmberg, Olle Hilding, John Norrman 60 föreställningar |
| 1926 | AB Udda varor                              | Eric Sundelius                                                     | John Norrman   | Premiär 26 augusti 1926 Olle Hilding, Alma Bodén, John Elfström, John Norrman, Svea Holst, Elsa Norrman, Eric Malmberg 30 föreställningar |
| 1926 | Potifars hustru                            | Herman Iseborg                                                     | John Norrman   | Premiär 24 september 1926 Olle Hilding, Alma Bodén, Svea Holst, John Norrman, Eric Malmberg, John Elfström, Elsa Norrman 30 föreställningar                                                                                                   |
| 1926 | Per Olsson och hans käring                 | Gustaf af Geijerstam                                               | John Norrman   | Premiär 23 oktober 1926 John Norrman, Alma Bodén, John Elfström, Eric Malmberg, Olle Hilding, Alvar Krook, Signe Borg, Elsa Norrman, Birger Otterström, Svea Holst 64 föreställningar                                                         |
| 1926 | Miljonär för en dag                        | Fredrik Lindholm                                                   | John Norrman   | Premiär 29 december 1926 Olle Hilding, Alma Bodén, Svea Holst, John Norrman, John Elfström, Eric Malmberg, Birger Otterström, Signe Borg 50 föreställningar                                                                                   |
| 1927 | Doktorn på nr 18                           | Vilhelm Moberg                                                     | John Norrman   | Premiär 17 februari 1927 Eric Malmberg, Alma Bodén, Elsa Norrman, John Norrman, Olle Hilding, John Elfström, Birger Otterström, Svea Holst 30 föreställningar                                                                                 |
| 1927 | Klentrogne Thomas Der ungläubige Thomas    | Carl Laufs och Wilhelm Jacoby                                      | Elsa Norrman   | Premiär 24 mars 1927 John Norrman, Elsa Norrman, Olle Hilding, John Elfström, Eric Malmberg, Birger Otterström, Svea Holst, Alma Bodén Kostym Sandra Hennings 27 föreställningar                                                              |
| 1927 | Storkens vikarie Baby Mine                 | Margaret Mayo                                                      | Hugo Bolander  | Premiär 19 april 1927 Millan Bolander, Dagny Lind, Harry Philipson, Hugo Bolander, Alma Bodén, Svea Holst, Olle Hilding, John Elfström, Åke Ohberg 117 föreställningar                                                                        |
| 1927 | Paradiset                                  | Anders Asping                                                      |                | Premiär 29 november 1927 Elsa Norrman, Millan Bolander, Dagny Lind, Svea Holst, John Norrman, Olle Hilding, Hugo Bolander Scenografi Carl Grabow 18 föreställningar                                                                           |
| 1927 | Vackra Ville                               | Hans Brask                                                         | Gustaf Edgren  | Premiär 24 december 1927 Alma Bodén, Wictor Hagman, Fridolf Rhudin, Svea Holst, Hjalmar Peters, Maja Jerlström, Weyler Hildebrand, Dagny Lind, Olle Hilding Scenografi Eric Dahlin 80 föreställningar                                         |
| 1928 | Silkesstrumpan                             | Algot Sandberg                                                     | John Norrman   | Premiär 9 mars 1928 Wictor Hagman, Dagny Lind, Alma Bodén, John Norrman, Elsa Norrman, Svea Holst, Olle Hilding 54 föreställningar |
| 1928 | Hennes partner                             | Urban Orbi                                                         | Hugo Bolander  | Premiär 25 augusti 1928 John Norrman, Elsa Norrman, Millan Bolander, Hugo Bolander, Alma Bodén 62 föreställningar |
| 1928 | Duvals skilsmässa Les Surprises du divorce | Alexandre Bisson och Antony Mars                                   | Hugo Bolander  | Premiär 26 oktober 1928 Hugo Bolander, Alma Bodén, Millan Bolander, John Norrman, Elsa Norrman, Bengt-Olof Granberg, Gustaf Andersson, Millan Olsson, Alvar Krook 60 föreställningar                                                          |
| 1928 | Sol och vår                                | Urban Orbi                                                         | Hugo Bolander  | Premiär 26 december 1928 Alma Bodén, Millan Bolander, Hugo Bolander, John Norrman, Gustaf Andersson, Elsa Norrman 31 föreställningar |
| 1929 | Handen                                     | Åke Sundborg                                                       | Hugo Bolander  | Premiär 1 februari 1929 Tryggve Jerneman, Hugo Bolander, Elsa Norrman, Gustaf Andersson, Wictor Hagman, John Norrman, Millan Bolander, Eric Malmberg, Hans Burman, Alma Bodén 92 föreställningar                                              |
| 1929 | Skrivmaskinsfröken                         | Fredrik Lindholm                                                   | Hugo Bolander  | Premiär 4 maj 1929 John Norrman, Hugo Bolander, Alma Bodén, Nils Hultgren, Elsa Norrman, Millan Bolander, Gösta Andersson 50 föreställningar                                                                                                  |
| 1929 | Aldrig i livet                             | Gustaf af Geijerstam                                               | Hugo Bolander  | Premiär 27 september 1929 Elsa Norrman, Millan Bolander, Alma Bodén, John Norrman, Hugo Bolander, Edvard Danielsson, Wictor Hagman, Olle Hilding, Gustaf Andersson 40 föreställningar                                                         |
| 1929 | Parsängarna Twin Beds                      | Edward Salisbury Field och Margaret Mayo                           | Hugo Bolander  | Premiär 6 november 1929 Edvard Danielsson, Anna-Stina Wåglund, Hugo Bolander, Millan Bolander, Gustaf Andersson, Edith Malmberg, Elsa Norrman 185 föreställningar                                                                             |
| 1930 | Pelarhelgonet St Simeon Stylites           | Francis Sladen-Smith                                               | Arne Lydén     | Premiär 14 maj 1930 Olle Florin Scenografi Sven Erik Skawonius Gästspel av Stockholms studentteater 2 föreställningar |
| 1930 | Den svåra stunden II                       | Pär Lagerkvist                                                     | Börje Pedersen | Premiär 14 maj 1930 Herr Sandegren, Fröken Bylén Scenografi Lauritz Falk Gästspel av Stockholms studentteater 2 föreställningar |

### Lilla Teatern
| År   | Produktion                                                | Upphovsmän                                                                 | Regi           | Noter |
| ---- | --------------------------------------------------------- | -------------------------------------------------------------------------- | -------------- | --- |
| 1930 | Barn på nytt Some Baby!                                   | Zellah Covington och Jules Simonson Översättning Nalle Halldén             | Hugo Bolander  | Premiär 30 augusti 1930 John Norrman, Alma Bodén, Anna-Stina Wåglund, Hugo Bolander, Axel Lindberg, Millan Bolander, Elsa Norrman, Karin Hilke, John Hilke 110 föreställningar                                                                                         |
| 1930 | Nattgreven av Monte Christo Auch ich war ein Jüngling     | Max Neal och Max Ferner                                                    | Hugo Bolander  | Premiär 17 december 1930 John Norrman, Alma Bodén, Millan Bolander, Karin Hilke, Elsa Norrman, Anna-Stina Wåglund, Hugo Bolander, John Hilke, Axel Lindberg, herr Åhlström 25 föreställningar                                                                          |
| 1931 | Tillökning i familjen Das Baby                            | Hans Stürm och Fritz Jakobstetter                                          | Hugo Bolander  | Premiär 16 januari 1931 Axel Lindberg, Elsa Norrman, Karin Hilke, Anna-Stina Wåglund, John Norrman, Hugo Bolander, John Hilke, Millan Bolander 125 föreställningar |
| 1931 | Papperskvarn Papiermühle                                  | Georg Kaiser                                                               | Werner Grütter | Premiär 26 mars 1931 Bertil Johansson, Dage Ljungman, Märta Falk, Torsten Ernberg, Ragnar Adde, Arne Bech, Carl-Axel Tegnér, Sverker Löf, Karl-Ragnar Tidström Gästspel av Stockholms studentteater 2 föreställningar                                                  |
| 1931 | Bröllopssalut                                             | Vilhelm Moberg                                                             |                | Premiär 6 augusti 1931 Gästspel av Stockholms dramatiska amatörklubb |
| 1931 | Seitsemän veljestä                                        | Aleksis Kivi                                                               |                | Premiär 9 augusti 1931 Alpo Wikman, Nestor Saxberg, Kusti Sala Gästspel av Åbo arbetarteater |
| 1931 | Vissa saker och ting Her First Affair                     | Merrill Rogers                                                             | Hugo Bolander  | Premiär 2 september 1931 John Norrman, Elsa Norrman, Millan Bolander, Anna-Stina Wåglund, Hugo Bolander Scenografi Hugo Bolander 68 föreställningar |
| 1931 | Faust                                                     | Johann Wolfgang von Goethe                                                 |                | Premiär 26 oktober 1931 Hans Grün Gästspel av Deutsche Volkspieler 4 föreställningar |
| 1931 | Sängkamraten Pettie Darling                               | Margaret Mayo Översättning Ragnar Widestedt                                | Hugo Bolander  | Premiär 11 november 1931 Hugo Bolander, Millan Bolander, John Hilke, Anna-Stina Wåglund, John Norrman, Karin Hilke, Alma Bodén, Axel Lindberg, Tage Engelman 100 föreställningar                                                                                       |
| 1932 | Under strecket                                            | Sven Stolpe                                                                | Werner Grütter | Premiär 17 februari 1932 Dag Ljungman, Barbro Adams-Ray, Sten Alrutz, Tore Schmidt Gästspel av Stockholms studentteater |
| 1932 | Stackars John                                             | Anthony L. Ellis                                                           | Hugo Bolander  | Premiär 26 mars 1932 John Norrman, Millan Bolander, Axel Lindberg, Anna-Stina Wåglund, John Hilke, Hugo Bolander, Alma Bodén, Karin Hilke Scenografi Hugo Bolander 69 föreställningar                                                                                  |
| 1932 | Hamlets bröllop Le Marriage d’Hamlet                      | Jean Sarment                                                               | Arne Lydén     | Premiär 20 april 1932 Staffan Tjerneld, Barbro Adams-Ray Scenografi Sven Erik Skawonius Gästspel av Stockholms studentteater |
| 1932 | Passagerare byta tåg                                      | Oscar Rydqvist                                                             |                | Premiär 27 maj 1932 Gästspel av Stockholms dramatiska amatörklubb |
| 1932 | Hustru mins familj My Wife’s Family                       | Hal Stephens och Harry B. Linton Översättning Nalle Halldén                | Hugo Bolander  | Premiär 21 september 1932 Millan Bolander, Håkan Jahnberg, Axel Lindberg, Anna Norling, Hugo Bolander, Anna-Stina Wåglund, Karin Hilke, John Norrman, Elsa Norrman, John Hilke Scenografi Hugo Bolander 27 föreställningar                                             |
| 1932 | Gå och lägg dig, Tonny! The Girl in the Limousine         | Wilson Collison och Avery Hopwood Översättning Nils Johannisson            | Hugo Bolander  | Premiär 19 oktober 1932 Håkan Jahnberg, Millan Bolander, John Hilke, Anna-Stina Wåglund, Hugo Bolander, Karin Hilke, Anna Norling, Axel Lindberg, Tage Engelman, Bror Lindeman Scenografi John Hilke 100 föreställningar                                               |
| 1933 | Hurra, en pojke Hurra, ein Junge                          | Franz Arnold och Ernst Bach                                                | Hugo Bolander  | Premiär 27 januari 1933 Hugo Bolander, Anna-Stina Wåglund, Axel Lindberg, Anna Norling, Håkan Jahnberg, Millan Bolander, Karin Hilke, John Hilke, John Norrman Scenografi John Hilke 62 föreställningar                                                                |
| 1933 | Storkens vikarie Baby Mine                                | Margaret Mayo                                                              | Hugo Bolander  | Premiär 31 mars 1933 Millan Bolander, Anna-Stina Wåglund, Anna Norling, Karin Hilke, Hugo Bolander, Håkan Jahnberg, Axel Lindberg, John Hilke Scenografi Hugo Bolander 33 föreställningar                                                                              |
| 1933 | Fröken Jutta från Calcutta Die Familie Hannemann          | Max Reimann och Otto Schwartz                                              | Hugo Bolander  | Premiär 2 september 1933 Håkan Jahnberg, Hugo Bolander, Millan Bolander, John Norrman, Anna Norling, Anna-Stina Wåglund, Axel Lindberg, John Hilke, Karin Hilke, Tage Engelman 62 föreställningar                                                                      |
| 1933 | Älskarinna önskas                                         | Gunnar Malmberg                                                            | Hugo Bolander  | Premiär 3 november 1933 Håkan Jahnberg, John Norrman, Anna Norling, Karin Hilke, Anna-Stina Wåglund, Hugo Bolander, Axel Lindberg, Millan Bolander, John Hilke, Elsa Norrman Scenografi John Hilke och Hugo Bolander 25 föreställningar                                |
| 1933 | Parsängarna Twin Beds                                     | Edward Salisbury Field och Margaret Mayo                                   | Hugo Bolander  | Premiär 29 november 1933 Millan Bolander, Karin Hilke, Elsa Norrman, Anna-Stina Wåglund, Hugo Bolander, Håkan Jahnberg, Axel Lindberg 40 föreställningar |
| 1934 | Allt för Marion Alles für Marion!                         | Peter Hell Översättning Elsa Norrman                                       | Hugo Bolander  | Premiär 19 januari 1934 Anna-Stina Wåglund, Millan Bolander, John Norrman, Hugo Bolander, Axel Lindberg, Håkan Jahnberg, Karin Hilke 52 föreställningar |
| 1934 | Tre jungfrur i ett harem                                  | A Gabelius                                                                 |                | Premiär 3 mars 1934 John Norrman, Hugo Bolander, Håkan Jahnberg, Anna-Stina Wåglund, Millan Bolander, Elsa Norrman, Karin Hilke, Axel Lindberg, John Hilke Scenografi John Hilke 60 föreställningar                                                                    |
| 1934 | 360 fruar 360 Frauen                                      | Johannes Berliner Översättning Gunnar Klintberg                            | John Norrman   | Premiär 28 april 1934 Elsa Norrman, Anna-Stina Wåglund, Karin Hilke, John Norrman, John Hilke 52 föreställningar |
| 1934 | En ungkarls moral The Morals of Marcus Ordeyne            | William Locke Översättning Sven Nyblom                                     | Hugo Bolander  | Premiär 14 september 1934 John Norrman, Hugo Bolander, Karin Hilke, Inga Hodell, Millan Bolander, Eleonor de Floer, John Hilke, Elsa Norrman, Axel Lindberg Scenografi Hugo Bolander och John Hilke 90 föreställningar                                                 |
| 1934 | Förbjuden frukt Spalierobst                               | Jörg Ritzel Översättning Gunnar Malmberg                                   | Hugo Bolander  | Premiär 5 december 1934 Eleonor de Floer, Nils Nordståhl, John Norrman, Hugo Bolander, Axel Lindberg Scenografi John Hilke 32 föreställningar |
| 1935 | Gatungen Scampolo                                         | Dario Niccodemi Översättning Einar Fröberg                                 | Hugo Bolander  | Premiär 11 januari 1935 John Norrman, Karin Hilke, Eleonor de Floer, Hugo Bolander, Millan Bolander, Nils Nordståhl, Axel Lindberg, John Hilke Scenografi John Hilke och John Hilke 56 föreställningar                                                                 |
| 1935 | Tala är silver... Dangerous Corner                        | J.B. Priestley                                                             |                | Premiär 18 februari 1935 Gunnar Strååt, Margit Andelius, Maj Wendel, Håkan Jahnberg, Tord Stål, Berta Hall, Gunnar Sjöberg, Ingrid Eklundh Scenografi Sten Arnman Gästspel 7 föreställningar                                                                           |
| 1935 | Solens återkomst                                          | Arvid Mörne                                                                |                | Premiär 8 mars 1935 Gästspel av Studentteatern |
| 1935 | Oss flickor emellan                                       | Urban Orbi                                                                 | Hugo Bolander  | Premiär 15 mars 1935 Millan Bolander, Eleonor de Floer, Karin Hilke, Hugo Bolander, John Norrman, Nils Nordståhl, John Hilke Scenografi John Hilke 52 föreställningar                                                                                                  |
| 1935 | En tusan till flicka Mädel von heute                      | Gustav Davis                                                               | Hugo Bolander  | Premiär 31 augusti 1935 John Norrman, Hugo Bolander, John Hilke, Elsa Norrman, Millan Bolander, Eleonor de Floer, Nils Nordståhl, Karin Hilke Scenografi John Hilke 30 föreställningar                                                                                 |
| 1935 | Sådant händer i de bästa familjer In the Best of Families | Anita Hart och Maurice Braddell Översättning Nalle Halldén och S.S. Wilson | Hugo Bolander  | Premiär 1 oktober 1935 John Norrman, Karin Hilke, Evert Granholm, Nils Nordståhl, Hugo Bolander, Elsa Norrman, Svea Holst, Eleonor de Floer, Lillemor Biörnstad, John Hilke, Millan Bolander, Axel Lindberg Scenografi John Hilke och Hugo Bolander 58 föreställningar |
| 1935 | I natt eller aldrig                                       | Urban Orbi                                                                 |                | Premiär 29 november 1935 Millan Bolander, Eleonor de Floer, Karin Hilke, Hugo Bolander, John Norrman, John Hilke 50 föreställningar |
| 1936 | Ungkarlsbruden The Bride                                  | Stuart Oliver och George M. Middleton Översättning Ragnar Widestedt        | Hugo Bolander  | Premiär 24 januari 1936 Anna-Stina Wåglund, Millan Bolander, Karin Hilke, John Norrman, Hugo Bolander, Nils Nordståhl, John Hilke, Axel Lindberg, Evert Granholm Scenografi Hugo Bolander och John Hilke 62 föreställningar                                            |
| 1936 | Barn på nytt Some Baby!                                   | Zellah Covington och Jules Simonson                                        | Hugo Bolander  | Premiär 18 mars 1936 Millan Bolander, Karin Hilke, Elsa Norrman, Anna-Stina Wåglund, John Norrman, Hugo Bolander, Axel Lindberg, John Hilke, Nils Nordståhl 20 föreställningar                                                                                         |
| 1936 | Den farliga åldern                                        | Ludwig Hirschfeld Översättning Nalle Halldén                               | Hugo Bolander  | Premiär 8 april 1936 John Norrman, Anna-Stina Wåglund, Millan Bolander, Elsa Norrman, Hugo Bolander, Karin Hilke 28 föreställningar |

### Nya teatern
| År   | Produktion                                                                    | Upphovsmän                                                                                      | Regi             | Noter |
| ---- | ----------------------------------------------------------------------------- | ----------------------------------------------------------------------------------------------- | ---------------- | --- |
| 1936 | Cirkus Sanger The Constant Nymph                                              | Margaret Kennedy och Basil Dean                                                                 | Sandro Malmquist | Premiär 19 september 1936 Börje Mellvig, Barbro Stenberg, Inga-Lill Åhström, Lillemor Biörnstad, Ulla Wikander, Eva Lagerström, Sally Palmblad, Sif Frehland, Hans-Eric Stenborg, Sten Hedlund, Henrik Dyfverman, Axel Witzansky, Gunnar Sjöberg, Ingrid Luterkort, Karl-Arne Holmsten, Erna Ovesen, Karl-Erik Eriksson 35 föreställningar                                                                                                |
| 1936 | Venusspelet L'Ennemie                                                         | André-Paul Antoine Översättning Anders Hallin                                                   | Sandro Malmquist | Premiär 20 oktober 1936 Hilding Gavle, Börje Mellvig, Gunnar Sjöberg, Eva Lagerström, Sten Hedlund, Ingrid Luterkort, Karl-Arne Holmsten 35 föreställningar |
| 1936 | Bichon                                                                        | Jean de Létraz Översättning Eva Lagerström                                                      | Sandro Malmquist | Premiär 14 november 1936 Hilding Gavle, Valborg Granberg, Sally Palmblad, Karl-Arne Holmsten, Sten Hedlund, Inga-Lill Åhström, Olga Appellöf, Gunnar Sjöberg, Ingrid Luterkort, Ulla Wikander, Eric Hall 38 föreställningar |
| 1936 | Herr Perrichons resa Le voyage de M. Perrichon                                | Eugene Labiche                                                                                  | Alrik Kjellgren  | Premiär 6 december 1936 Sven Lindberg, Hans Verneman, Juney Dillenbeck-Grantham Gästspel av Beskowska skolan 1 föreställning |
| 1936 | Senapskornet                                                                  | Ebbe Linde                                                                                      | Sandro Malmquist | Premiär 7 december 1936 Ingrid Luterkort, Sten Hedlund, Hilding Gavle, Gunnar Sjöberg, Börje Mellvig, Karl-Arne Holmsten, Karl-Erik Eriksson, Ulla Wikander, Tord Stål, Eva Lagerström, Olga Appellöf Scenografi Eyvind Johnson 1 föreställning |
| 1936 | Natten är här                                                                 | Eyvind Johnson                                                                                  | Sandro Malmquist | Premiär 7 december 1936 Gunnar Sjöberg, Karl-Arne Holmsten, Ingrid Luterkort, Karl-Erik Eriksson Scenografi Eyvind Johnson 1 föreställning |
| 1936 | Mjölnarprinsen Skyddsängeln                                                   | Zacharias Topelius                                                                              | Sandro Malmquist | Premiär 19 december 1936 Gunnar Sjöberg, Sif Frehland, Börje Mellvig, Karl-Arne Holmsten, Ingrid Luterkort, Rolf Berg, Sven-Erik Karlsson, Greta Thykesson, Ulla Wikander, Inga-Lill Åhström, Karl-Erik Eriksson, Eva Lagerström Scenografi Carl Johan Ström 11 föreställningar |
| 1937 | En saga för vintern The Winter's Tale                                         | William Shakespeare Översättning Carl August Hagberg                                            | Sandro Malmquist | Premiär 16 januari 1937 Tord Stål, Eva Lagerström, Rolf Berg, Sif Frehland, Gunnar Sjöberg, Gunnar Strååt, Sten Hedlund, Börje Mellvig, Lars Seligman, Karl-Arne Holmsten, Inga-Lill Åhström, Ingrid Luterkort, Maja Gadelius, Hilding Gavle, Karl-Erik Eriksson, Axel Witzansky, Ulla Wikander, Sten Hedlund Scenografi Sandro Malmquist, Koreografi Axel Witzansky 34 föreställningar                                                   |
| 1937 | Petrus den lycklige Pétrus                                                    | Marcel Achard Översättning Anders Hallin                                                        | Sandro Malmquist | Premiär 8 mars 1937 Hilding Gavle, Tord Stål, Gunnar Sjöberg, Karl-Arne Holmsten, Sten Hedlund, Börje Mellvig, Eva Lagerström, Ulla Wikander, Olga Appellöf, Sif Frehland Scenografi Sandro Malmquist, Koreografi Axel Witzansky 37 föreställningar |
| 1937 | Medelålders dam reser hem All Rights Reserved                                 | Norman C. Hunter Översättning Anders Hallin                                                     | Sandro Malmquist | Premiär 17 september 1937 Hilding Gavle, Lillemor Blom, Karl-Arne Holmsten, Tord Stål, Eva Lagerström, Gunnar Sjöberg, Viveka Brising 53 föreställningar |
| 1937 | Martine                                                                       | Jean Jacques Bernard Översättning Edvard Alkman                                                 | Sandro Malmquist | Premiär 22 oktober 1937 Karl-Arne Holmsten, Gunnar Sjöberg, Viveka Brising, Maud Burdin, Lotten Olsson |
| 1937 | Min frihet Ma liberté                                                         | Denys Amiel Översättning Margit Lindberg                                                        | Sandro Malmquist | Premiär 14 november 1937 Gunnar Sjöberg, Tord Stål, Otto Salomon, Hilding Gavle, Karl-Arne Holmsten, Eva Lagerström, Lillemor Blom, Viveka Brising, Saga Sjöberg Scenografi Sandro Malmquist 5 föreställningar |
| 1937 | Regnrocken Don Juans Regenmantel                                              | Gregor Schmitt Översättning Anders Hallin                                                       | Sandro Malmquist | Premiär 20 november 1937 Hilding Gavle, Eva Lagerström, Karl-Arne Holmsten, Viveka Brising, Tord Stål, Lillemor Biörnstad, Lilian Norgren 60 föreställningar |
| 1937 | Kvinnan är en djävul Une Femme est un diable ou la Tentation de saint Antoine | Prosper Mérimée Översättning Kaja Widegren                                                      | Sandro Malmquist | Premiär 14 december 1937 Karl-Arne Holmsten, Tord Stål, Hilding Gavle, Lillemor Biörnstad Scenografi Sandro Malmquist |
| 1937 | Holländarn                                                                    | August Strindberg                                                                               | Sandro Malmquist | Premiär 14 december 1937 Gunnar Sjöberg, Eva Lagerström, Hilding Gavle Scenografi Sandro Malmquist |
| 1938 | Vi gentlemän This Was a Man                                                   | Noël Coward Översättning Eva Lagerström                                                         | Sandro Malmquist | Premiär 28 januari 1938 Stig Järrel, Sally Palmblad, Tord Stål, Margit Andelius, Karl-Arne Holmsten, Eva Lagerström, Hilding Gavle, Lilian Norgren, Olle Florin, Gertrud Sjunneson, Nina Scenna, Bertil Hilbert, Qvitt Holmgren 89 föreställningar |
| 1938 | Stenen vill falla                                                             | Lars-Levi Læstadius                                                                             | Sandro Malmquist | Premiär 8 februari 1938 Stig Järrel, Aino Taube, Tord Stål |
| 1938 | Blåsten och regnet The Wind and the Rain                                      | Merton Hodge Översättning Gunnar Mascoll Silfverstolpe                                          | Otto Salomon     | Premiär 29 mars 1938 Margit Andelius, John-Lennart Linder, Rolf Ekman, Willy Peters, Sven Bertil Norberg, Viveka Brising, George Fant, Saga Sjöberg Scenografi Torsten Thorén 9 föreställningar |
| 1938 | Liliom                                                                        | Ferenc Molnár Översättning Gustaf Linden                                                        | Sandro Malmquist | Premiär 11 april 1938 Stig Järrel, Eva Lagerström, Linnéa Hillberg, Solveig Hedengran, Karl-Arne Holmsten, Henrik Schildt, Tord Stål, Margit Andelius, Joel Carlsson, Sten Hedlund, Peter Lindgren, Egil Holmsen, Greta Thykesson Scenografi Sandro Malmquist 15 föreställningar |
| 1938 | En minnesdag                                                                  | Louis de Geer                                                                                   | Sandro Malmquist | Premiär 28 april 1938 Stig Järrel, Linnéa Hillberg, Sten Hedlund, Elsa Fällbo 2 föreställningar |
| 1938 | Tartuffe Tartuffe, ou l'Imposteur                                             | Molière Översättning Tor Hedberg                                                                | Sandro Malmquist | Premiär 28 april 1938 Stig Järrel, Ingrid Luterkort, Tord Stål, Ebba Ringdahl, Karl-Arne Holmsten, Greta Thykesson, Joel Carlsson, Lars Seligman, Egil Holmsen, Peter Lindgren 2 föreställningar |
| 1938 | Virveln The Vortex                                                            | Noël Coward Översättning Eva Lagerström                                                         | Sandro Malmquist | Premiär 14 september 1938 Qvitt Holmgren, Gertrud Sjunnesson, Ivar Wahlgren, Anna-Stina Wåglund, Märta Dorff, Gunnar Strååt, Olle Florin, Erland Colliander, Eva Lagerström, Sten Hedlund 11 föreställningar |
| 1938 | Lyckan kommer, revy                                                           | Alf Henrikson                                                                                   | Sandro Malmquist | Premiär 18 november 1938 Olle Florin, Eivor Engelbrektsson, Karl-Arne Holmsten, Nina Scenna, Sten Hedlund, Ivar Wahlgren, Qvitt Holmgren, Ingrid Luterkort, Saga Sjöberg, Eva Lagerström Scenografi Sandro Malmquist, Koreografi Karl Erik Flens 67 föreställningar |
| 1939 | Du är min Tomorrow and Tomorrow                                               | Philip Barry Översättning Göran Granberg                                                        | Sandro Malmquist | Premiär 25 januari 1939 Karl-Arne Holmsten, Eva Lagerström, Olle Florin, Ivar Wahlgren, Erland Colliander, Aisa Florin, Saga Sjöberg, Ragnar Planthaber 11 föreställningar |
| 1939 | Segraren Sejren                                                               | Kaj Munk                                                                                        | Sandro Malmquist | Premiär 14 februari 1939 Nils Ekstam, Eva Lagerström, Karl-Arne Holmsten, Thore Wallengren, Olle Florin, Erland Colliander, Gunnar Björnstrand, Karl-Magnus Thulstrup, Sten Hedlund, Ivar Wahlgren, Helen Lyth, Aisa Florin, Marianne Aminoff, Sven Lindberg 55 föreställningar |
| 1939 | Den ljusnande tid, revy                                                       | Alf Henrikson                                                                                   | Sandro Malmquist | Premiär 14 april 1939 Olle Florin, Sten Hedlund, Egil Holmsen, Gunnar Björnstrand, Thore Wallengren, Sten Sture Modéen, Saga Sjöberg, Emy Reiners, Pips Christiernin, Eva Lagerström, Willie Sjöberg, Aisa Florin, Ann Marie Söderholm, Isa Palmgren, Marianne Aminoff, Karl Erik Flens, Ivar Wahlgren Scenografi Sandro Malmquist, Koreografi Karl Erik Flens 68 föreställningar                                                         |
| 1939 | Vi tjuvar Fric-Frac                                                           | Édouard Bourdet Översättning Anders Hallin                                                      | Sandro Malmquist | Premiär 20 september 1939 Douglas Håge, Carin Swensson, Gunnar Björnstrand, Lisskulla Jobs, Karl-Arne Holmsten, Ivar Wahlgren, Olle Florin, Marianne Aminoff, Rune Stylander, Sten Sture Modéen 26 föreställningar |
| 1939 | Venusspelet L'Ennemie                                                         | André-Paul Antoine Översättning Eva Lagerström                                                  | Sandro Malmquist | Premiär 18 oktober 1939 Ivar Wahlgren, Karl-Arne Holmsten, Olle Florin, Eva Lagerström, Gunnar Björnstrand, Marianne Aminoff 48 föreställningar |
| 1939 | Gamla glada tider: en Emil-Norlander-visans revy                              | Sandro Malmquist                                                                                | Sandro Malmquist | Premiär 2 december 1939 Gunnar Björnstrand, Ivar Wahlgren, Willie Sjöberg, Aisa Florin, Saga Sjöberg, Nina Scenna, Marianne Aminoff, Astrid Lindgren, Karl-Arne Holmsten, Dagny Lind, Eva Lagerström, Josef Briné 5 föreställningar |
| 1939 | Johan Ulfstjerna                                                              | Tor Hedberg                                                                                     | Sandro Malmquist | Premiär 16 december 1939 Nils Ekstam, Signe Wirff, Gunnar Björnstrand, Åke Claesson, Karl-Arne Holmsten, Marianne Aminoff, Ivar Wahlgren, Aisa Florin 12 föreställningar |
| 1940 | Vi gentlemän This Was a Man                                                   | Noël Coward                                                                                     | Sandro Malmquist | Premiär 14 januari 1940 Karl-Arne Holmsten, Eva Lagerström, Eivor Engelbrektsson, Sten Hedlund, Aisa Florin, Ivar Wahlgren, Olle Florin, Maj Wendel, Thore Wallengren 12 föreställningar |
| 1940 | Zic-Zac Don Juans Regenmantel                                                 | Gregor Schmitt Översättning Anders Hallin                                                       | Sandro Malmquist | Premiär 2 februari 1940 Karl-Arne Holmsten, Eva Lagerström, Sten Hedlund, Eivor Engelbrektsson, Ivar Wahlgren, Saga Sjöberg, Thore Wallengren Musik Josef Briné 6 föreställningar |
| 1940 | Bröllopsnatt Oktobertag                                                       | Georg Kaiser Översättning Nils Ekstam                                                           | Nils Ekstam      | Premiär 26 mars 1940 Torsten Bergström, Marianne Aminoff, Sten Lindgren, Nils Ekstam, Ingrid Sandahl, Erik Liebel 50 föreställningar |
| 1940 | Konstnärsblod                                                                 | Emil Wiklander                                                                                  | Sten Larsson     | Premiär 18 maj 1940 Sten Larsson, Hildur Lindberg, Blenda Bruno, Emil Wiklander, Josef Kindlund, Alice Bengtsson, Wille Bergwall Gästspel av Artistringen 2 föreställningar |
| 1940 | Diana går på jakt French Without Tears                                        | Terence Rattigan Översättning Håkan Westergren                                                  | Stig Torsslow    | Premiär 1 juni 1940 Viveca Lindfors, Eva Henning, Hampe Faustman, Åke Claesson, Ingrid Borthen, Bengt Ekerot, Olle Florin, Olof Bergström, Herman Ahlsell, Erik Strandmark, John Zacharias, Willy Peters, Ninni Löfberg, Axel Witzansky, Hans Sparreman Scenografi Bertil Damm Gästspel av Dramatens elevskola 64 föreställningar |
| 1940 | Grå gryning Winterset                                                         | Maxwell Anderson Översättning Einar Malm                                                        | Per-Axel Branner | Premiär 5 september 1940 Magnus Kesster, Willie Sjöberg, Olle Ek, Hanny Schedin, Sven Bertil Norberg, Irma Christenson, Anders Frithiof, Bertil Hilbert, Sif Ruud, Marianne Aminoff, Hugo Björne, Sture Lagerwall, Willy Peters, Karl Erik Flens, Sten Sture Modéen, Bengt Dalunde, Artur Cederborgh, John Zacharias, Hugo Tranberg Scenografi Eric Söderberg 35 föreställningar                                                          |
| 1940 | Jag älskar dig - markatta Private Lives                                       | Noël Coward Översättning Sonja Bergvall                                                         | Gösta Cederlund  | Premiär 12 oktober 1940 Irma Christenson, Sven Bertil Norberg, Sif Ruud, Marianne Aminoff, Per-Axel Branner Scenografi Eric Söderberg 109 föreställningar |
| 1941 | Lek ej med kärleken On ne badine pas avec l'amour                             | Alfred de Musset Översättning Hjalmar Söderberg                                                 | Per-Axel Branner | Premiär 6 februari 1941 Bertil Hilbert, Willy Peters, Artur Cederborgh, Anders Frithiof, Marianne Aminoff, Sif Ruud, Barbro Kollberg, Sten Sture Modéen, Birgitta Rydbeck, Rune Stylander, Lillebil Kjellén, Thore Wallengren, Ann-Margret Bergendahl Scenografi Eric Söderberg 25 föreställningar |
| 1941 | Kamraterna                                                                    | August Strindberg                                                                               | Per-Axel Branner | Premiär 6 mars 1941 Stig Järrel, Irma Christenson, Sif Ruud, Willy Peters, Anders Frithiof, Signe Wirff, Marianne Aminoff, Liane Linden, Sven Bertil Norberg, Maj Wendel, Hanny Schedin, Sten Sture Modéen Scenografi Eric Söderberg 27 föreställningar |
| 1941 | Hon som bär templet                                                           | Karin Boye                                                                                      | Börje Mellvig    | Premiär 5 april 1941 Willy Peters, Birgitta André, Ingrid Luterkort, Ivar Wahlgren Scenografi Börje Mellvig Gästspel av Dramatikerstudion |
| 1941 | Luther i Wartburg                                                             | Ivan Oljelund                                                                                   | Helge Hagerman   | Premiär 5 april 1941 Gunnar Sjöberg, Ivar Wahlgren, Hans Björnbo, Hans Dahlin Gästspel av Dramatikerstudion |
| 1941 | Ung kärlek Young Love                                                         | Samson Raphaelson Översättning Ragnar af Geijerstam                                             | Per-Axel Branner | Premiär 17 maj 1941 Georg Rydeberg, Ester Roeck-Hansen, Birgit Tengroth, George Fant Scenografi Eric Söderberg 50 föreställningar |
| 1941 | Revytidningen Taggen, revy                                                    | Staffan Tjerneld                                                                                | Per-Axel Branner | Premiär 13 augusti 1941 Stig Järrel, Dagmar Olsson, Willy Peters, Eva Henning, Lars Erkman, Inge Wærn, Nils Kihlberg, Birgit Cullberg, Sten Sture Modéen Scenografi Eric Söderberg, Kostym Alvar Granström, Musik Lille Bror Söderlundh 140 föreställningar |
| 1941 | Christina                                                                     | August Strindberg                                                                               | Per-Axel Branner | Premiär 26 december 1941 Karin Kavli, Carl Ström, Stig Järrel, Magnus Kesster, George Fant, Willy Peters, Tord Stål, Gunnar Björnstrand, Signe Wirff, Artur Cederborgh, Bengt Ekerot, Yngve Nordwall, Sten Sture Modéen, Hugo Tranberg, Rune Stylander, Thore Wallengren, Kurt-Erik Hammarberg, Måns Westfelt Scenografi Per-Axel Branner, Kostym Alvar Granström, Musik Lille Bror Söderlundh 28 föreställningar                         |
| 1942 | Tran Oil                                                                      | Eugene O'Neill Översättning Elsa af Trolle                                                      | Per-Axel Branner | Premiär 24 januari 1940 Magnus Kesster, Bengt Ekerot, Carl Ström, Gunnar Björnstrand, Irma Christenson, John Zacharias Scenografi Eric Söderberg 4 föreställningar |
| 1942 | Stycken av ett mönster Brudstykker af et mønster                              | Carl Erik Soya Översättning Helge Wahlgren                                                      | Per-Axel Branner | Premiär 30 januari 1942 Helge Hagerman, Sten Sture Modéen, Gunnar Björnstrand, Irma Christenson, Magnus Kesster, Tord Stål, Ziri-Gun Eriksson, Sif Ruud, John Zacharias, Bengt Ekerot, Signe Wirff, Willy Peters, Maj Wendel, Carl Ström Scenografi Eric Söderberg 17 föreställningar |
| 1942 | Natten till den 17 januari Night of January 16th                              | Ayn Rand Översättning Stig Torsslow                                                             | Per-Axel Branner | Premiär 19 februari 1942 Tord Stål, Willy Peters, Sten Sture Modéen, Erik Berglund, Magnus Kesster, Irma Christenson, John Zacharias, Hanny Schedin, Gunnar Björnstrand, Anders Ek, Inge Wærn, Jullan Kindahl, Ragnar Widestedt, Sif Ruud, Bengt Ekerot, Willie Sjöberg, Eva Henning, Per-Axel Branner Scenografi Eric Söderberg 47 föreställningar                                                                                       |
| 1942 | Munken går på ängen Munken gaar i enge                                        | Carl Gandrup Översättning Karin Jensen                                                          | John Zacharias   | Premiär 18 april 1942 Tord Stål, Hjördis Petterson, Stig Järrel, Sif Ruud Scenografi Eric Söderberg 4 föreställningar |
| 1942 | 24 röda rosor Due dozzine di rose scarlatte                                   | Aldo de Benedetti Översättning Guido Valentin                                                   | Per-Axel Branner | Premiär 25 april 1942 Sonja Wigert, Stig Järrel, Sture Lagerwall, Siv Thulin Scenografi Eric Söderberg 48 föreställningar |
| 1942 | Revytidningen Nya Taggen, revy                                                | Staffan Tjerneld                                                                                | Per-Axel Branner | Premiär 28 augusti 1942 Stig Järrel, Dagmar Olsson, Nils Kihlberg, Birgit Cullberg, Anders Ek, Gaby Stenberg, Willy Peters, Agneta Lagerfelt, Sten Sture Modéen, Lillemor Edler, Inge Wærn, Anita Björk, Stina-Britta Melander Scenografi Eric Söderberg, Kostym Alvar Granström, Koreografi Birgit Cullberg, Musik Lille Bror Söderlundh 108 föreställningar                                                                             |
| 1942 | Fröken Julie                                                                  | August Strindberg                                                                               | Per-Axel Branner | Premiär 10 december 1942 Karin Kavli, Stig Järrel, Märta Arbin Scenografi Eric Söderberg 25 föreställningar |
| 1943 | Arabernas tält The Tents of the Arabs                                         | Edward Dunsany Översättning Nils Bohman                                                         | Per-Axel Branner | Premiär 7 januari 1943 Nils Kihlberg, Stig Järrel, Bengt Ekerot, Willy Peters, John Zacharias, Marianne Aminoff Scenografi Eric Söderberg 6 föreställningar |
| 1943 | Jag har rätt att älska La femme en fleur                                      | Denys Amiel Översättning Eva Tisell                                                             | Per-Axel Branner | Premiär 15 januari 1943 Alice Eklund, Stig Järrel, Agneta Lagerfelt, Maj-Britt Håkansson, Vera Schmiterlöw, Nils Kihlberg, Bengt Ekerot, Willy Peters, Tord Stål, Ingrid Östergren, Bertil Sjödin, Ernst Wellton Scenografi Eric Söderberg 135 föreställningar |
| 1943 | I evighet amen In Ewigkeit Amen                                               | Anton Wildgans Översättning Stig Torsslow                                                       | Per-Axel Branner | Premiär 13 maj 1943 Erik Berglund, Stig Järrel, Märta Arbin, Anders Ek, Willy Peters, Bengt Ekerot, Erik Strandmark Scenografi Eric Söderberg 3 föreställningar |
| 1943 | Sex i elden Out of the Frying Pan                                             | Francis Swann Översättning Eva Tisell                                                           | Per-Axel Branner | Premiär 25 maj 1943 Bengt Ekerot, Willy Peters, Jullan Kindahl, Erik Strandmark, Ingrid Östergren, Guje Sjöström, Maj-Britt Håkansson, Agneta Lagerfelt, Tord Stål, Erik Berglund, John Zacharias, Anders Ek Scenografi Eric Söderberg 52 föreställningar |
| 1943 | Om ett folk vill leva Hvis et folk vil leve                                   | Axel Kielland Översättning Eva Tisell                                                           | Per-Axel Branner | Premiär 1 september 1943 Nils Kihlberg, Gunn Wållgren, Anders Nyström, Bengt Ekerot, Stig Järrel, Gunnar Björnstrand, Erik Strandmark, Tord Stål, Göran Öhrström, Gunnar Lundin, Curt Norin Scenografi Eric Söderberg 3 föreställningar |
| 1943 | Salome                                                                        | Oscar Wilde Översättning Carl Björkman                                                          | Per-Axel Branner | Premiär 27 september 1943 Stig Järrel, Märta Arbin, Gerd Hagman, Gunnar Björnstrand, George Fant, Arne Ragneborn, Göran Öhrström, Curt Norin, Gunnar Lundin, Walter Sarmell, Magnus Kesster, Åke Uppström, Börje Mellvig, Bengt Ekerot, John Zacharias, Rolf Tourd, Kurt Willbing, Gunnar Öhlund Scenografi Eric Söderberg, Koreografi Axel Witzansky, Musik Lille Bror Söderlundh 29 föreställningar                                     |
| 1943 | Raid i natt Flare Path                                                        | Terence Rattigan                                                                                | Per-Axel Branner | Premiär 28 oktober 1943 Karl-Arne Holmsten, Irma Christenson, Håkan Westergren, Stig Järrel, Gunn Wållgren, Gunnar Björnstrand, Sif Ruud, Magnus Kesster, Märta Arbin, Arne Ragneborn Scenografi Eric Söderberg 39 föreställningar |
| 1943 | Måsen Чайка, Tjajka                                                           | Anton Tjechov Översättning Ellen Rydelius                                                       | Per-Axel Branner | Premiär 8 december 1943 Karin Kavli, Bengt Ekerot, Tord Stål, Gunn Wållgren, Magnus Kesster, Märta Arbin, Sif Ruud, Gunnar Björnstrand, Gunnar Sjöberg, Erik Strandmark, Rolf Tourd, Arne Ragneborn, Frenci Uher Scenografi Eric Söderberg 35 föreställningar |
| 1944 | Tredje taggen, revy                                                           | Staffan Tjerneld                                                                                | Per-Axel Branner | Premiär 11 februari 1944 Stig Järrel, Dagmar Olsson, Nils Kihlberg, Agneta Lagerfelt, Karl-Arne Holmsten, Ruth Kasdan, Willy Peters, Anne-Margrethe Björlin, Gunnar Björnstrand, Inga Noring, Palle Hagmann, Karin Håkansson, Solveig Lagström, Erik Strandmark, Constanze Guggenberger Scenografi Eric Söderberg, Koreografi Axel Witzansky 112 föreställningar                                                                          |
| 1944 | Ja och nej Yes and No                                                         | Kenneth Horne Översättning Rudolf Wendbladh                                                     | Per-Axel Branner | Premiär 2 september 1944 Arne Ragneborn, Maj Wendel, Olav Riégo, Marga Riégo, Anne-Margrethe Björlin, Agneta Lagerfelt, Erik Strandmark, Willy Peters Scenografi Eric Söderberg 35 föreställningar |
| 1944 | Misantropen Le misanthrope                                                    | Molière Översättning Gunnar Klintberg                                                           | Sam Besekow      | Premiär 7 oktober 1944 Stig Järrel, Irma Christenson, Willy Peters, Solveig Hedengran, Sonja Wigert, Tord Stål, Bengt Ekerot, Erik Strandmark, Sven Lindberg, Karl-Åke Axelsson, Göran Lind Scenografi Eric Söderberg 22 föreställningar |
| 1944 | Min fru går igen Blithe Spirit                                                | Noël Coward Översättning Gunilla Skawonius                                                      | Per-Axel Branner | Premiär 2 november 1944 Sture Lagerwall, Sif Ruud, Sonja Wigert, Irma Christenson, Tord Stål, Agneta Lagerfelt, Sonja Sjöstrand Scenografi Eric Söderberg 91 föreställningar |
| 1945 | Angeläget ärende Errand for Bernice                                           | Jacques Deval Översättning Eva Tisell                                                           | Per-Axel Branner | Premiär 7 februari 1945 Gunn Wållgren, Sven Lindberg, Gunnar Sjöberg Scenografi Eric Söderberg 33 föreställningar |
| 1945 | Kameliadamen La Dame aux camélias                                             | Alexandre Dumas d.y. Översättning Karin Jensen                                                  | Per-Axel Branner | Premiär 16 mars 1945 Märta Arbin, Gunnar Sjöberg, Agneta Lagerfelt, Sonja Wigert, Erik Strandmark, Ruth Kasdan, Karl-Arne Holmsten, George Fant, Sif Ruud, Willy Peters, Sven Lindberg, Tord Stål, Bengt Ekerot, Erik Molin, Gunnar Swahn Scenografi Eric Söderberg, Kostym Alvar Granström 23 föreställningar |
| 1945 | Tobaksvägen Tobacco Road                                                      | Jack Kirkland Översättning Elsa af Trolle                                                       | Per-Axel Branner | Premiär 14 april 1945 Stig Järrel, Bengt Ekerot, Märta Arbin, Fylgia Zadig, Margit Andelius, Erik Strandmark, Tord Stål, Sif Ruud, Karin Håkansson, Sven Lindberg, Willy Peters Scenografi Eric Söderberg 49 föreställningar |
| 1945 | Taggens varuhusrevy                                                           | Georg Eliasson och Gösta Rybrant                                                                | Per-Axel Branner | Premiär 7 september 1945 Ulla Sallert, Gudrun Brost, Else Fisher, Georg Funkquist, Nils Ohlin, Tord Stål, Sven Lindberg, Gerry Svedlund, Peter Lindgren Scenografi Eric Söderberg, Kostym Alvar Granström, Koreografi Axel Witzansky 91 föreställningar |
| 1945 | Nattlig ankomst Ankunft bei Nacht                                             | Hans Rothe Översättning Eva Tisell                                                              | Per-Axel Branner | Premiär 3 november 1945 Fylgia Zadig, Brita Nordin, Keve Hjelm, Peter Lindgren, Tord Stål, Carl-Åke Axelsson, Lill Arncloo, Robert Brandt, Gunnar Öhlund, Inga Gill, Mac Hertzman-Ericson, Palle Granditsky, Erik Janse, Segol Mann, Curt Hammarberg, Greta Blom, Herbert Jovell, Inga Modig, Gunnel Edlund, Tage Berg, Ulla Smidje, Carl-Olov Mellander Scenografi Per-Axel Branner Elevföreställning med Gruppteatern 5 föreställningar |
| 1945 | Tre systrar Три сeстры, Tri sestry                                            | Anton Tjechov Översättning Jarl Hemmer                                                          | Per-Axel Branner | Premiär 5 december 1945 Peter Lindgren, Ebba Wrede, Gunn Wållgren, Eva Henning, Sven Lindberg, Nils Ohlin, Bengt Ekerot, Tord Stål, Emy Albiin, Tage Berg, Georg Funkquist, Eivor Landström, Erik Molin, Herbert Jovell Scenografi Tore Bergh 45 föreställningar |
| 1946 | Älskog Liebelie                                                               | Arthur Schnitzler Översättning Gustaf Linden                                                    | Tord Stål        | Premiär 13 januari 1946 Tage Berg, Ulla Smidje, Inga Gill, Ulla Akselson, Inga Modig, Erik Janse, Mac Hertzman-Ericson, Stig Malmroos Scenografi Gunn Dunér-Leijonhufvud Elevföreställning med Gruppteatern 2 föreställningar |
| 1946 | På tre man hand Tre må man være                                               | Jens Locher Översättning Eva Tisell                                                             | Bengt Ekerot     | Premiär 24 januari 1946 Hasse Ekman, Eva Henning, Gunn Wållgren, Sven Lindberg, Sven Bertil Norberg, Marianne Aminoff, Eivor Landström Scenografi Harry Hellberg 150 föreställningar |
| 1946 | Över förmåga Over ævne                                                        | Bjørnstjerne Bjørnson                                                                           | Soini Wallenius  | Premiär 26 februari 1946 Lill Arncloo, Brita Nordin, Gunnar Öhlund, Erik Molin, Inga Modig, Curt Hammarberg, Keve Hjelm, Carl Olov Mellander, Stig Malmroos, Segol Mann, Carl-Åke Axelsson, Mac Hertzman-Ericsson, Ulla Smidje, Inga Gill Scenografi Carl-Olov Cloffe Elevföreställning med Gruppteatern 4 föreställningar |
| 1946 | 9 till 6 Nine Till Six                                                        | Aimée Stuart och Philip Stuart Översättning Elsa af Trolle                                      | Tord Stål        | Premiär 9 maj 1946 Fylgia Zadig, Ulla Smidje, Brit Ångström, Inga Modig, Inga Gill, Brita Nordin, Ulla Akselson, Greta Blom Elevföreställning med Gruppteatern, gästspel på Boulevardteatern 6 föreställningar |
| 1946 | Syndafloden                                                                   | Henning Berger                                                                                  | Ragnar Falck     | Premiär 28 maj 1946 Tage Berg, Palle Granditsky, Curt Hammarberg, Mac Hertzman-Ericson, Keve Hjelm, Erik Janse, Stig Malmroos, Segol Mann, Erik Molin, Fylgia Zadig Elevföreställning med Gruppteatern, gästspel på Boulevardteatern 5 föreställningar |
| 1946 | Svart kamrat Deep Are the Roots                                               | Arnaud d'Usseau och James Gow Översättning Olov Jonason                                         | Per-Axel Branner | Premiär 18 september 1946 Fylgia Zadig, Sif Ruud, Tord Stål, Gunn Wållgren, Irma Christenson, Nils Kihlberg, Håkan Westergren, Sven Lindberg, Keve Hjelm, Stig Malmroos, Erik Molin 54 föreställningar |
| 1946 | Jag vill kärleken Eurydice                                                    | Jean Anouilh Översättning C.G. Bjurström och Tuve-Ambjörn Nyström                               | Per-Axel Branner | Premiär 14 november 1946 Sven Lindberg, Georg Funkquist, Gunn Wållgren, Sif Ruud, Tord Stål, Erik Molin, Gunnar Björnstrand, Keve Hjelm, Tage Berg, Nils Kihlberg, Mac Hertzman-Ericsson, Stig Malmroos, Åke Wassing, Fylgia Zadig, Brita Nordin, Maud Hyttenberg Scenografi Gunnar Lindblad 85 föreställningar |
| 1947 | Alltsedan paradiset Ever since paradise                                       | J.B. Priestley Översättning Barbro Alving                                                       | Per-Axel Branner | Premiär 15 februari 1947 Nils Kihlberg, Marianne Aminoff, Hilding Gavle, Irma Christenson, Karl-Arne Holmsten, Nils Kihlberg, Barbro Kollberg, Maj-Britt Håkansson, Palle Granditsky Scenografi Gunnar Lindblad, Kostym Alvar Granström 127 föreställningar |
| 1947 | Född igår Born Yesterday                                                      | Garson Kanin Översättning Eva Tisell                                                            | Per-Axel Branner | Premiär 4 september 1947 Gunn Wållgren, Gunnar Björnstrand, Georg Funkquist, Sven Lindberg, Tord Stål, Peter Lindgren, Maj Törnblad, Estrid Hesse, Börje Blomberg, Keve Hjelm, Robert Brandt, Fylgia Zadig, Evert Ellman Scenografi Alvar Granström 218 föreställningar |
| 1948 | Henne vi glömmer: Krista                                                      | Knud Sønderby Översättning Sven Lindberg                                                        | Sven Lindberg    | Premiär 17 april 1948 Peter Lindgren, Keve Hjelm, Ernst-Hugo Järegård, Sture Lagerwall, Börje Blomberg, Gunn Wållgren, Erik Molin, Maj Törnblad, Stig Malmroos, Robert Brandt, Palle Granditsky Scenografi Ulla Waller 44 föreställningar |
| 1948 | Henne vi glömmer: Livet är vackert Livet er skønt                             | Leck Fischer Översättning Guje Lagerwall                                                        | Georg Funkquist  | Premiär 17 april 1948 Sture Lagerwall, Gunn Wållgren, Tord Stål Scenografi Ulla Waller 44 föreställningar |
| 1948 | Henne vi glömmer: Rött i grått Blodrødt og blegrødt                           | Carl Erik Soya Översättning Tord Stål                                                           | Tord Stål        | Premiär 17 april 1948 Sture Lagerwall, Sif Ruud, Fylgia Zadig Scenografi Ulla Waller 44 föreställningar |
| 1948 | Romeo och Jeannette Roméo et Jeannette                                        | Jean Anouilh Översättning Gustaf Bjurström och Tuve Ambjörn Nyström                             | Per-Axel Branner | Premiär 15 september 1948 Tord Stål, Gunnel Broström, Marianne Aminoff, Sture Lagerwall, Sif Ruud, Nils Kihlberg, Mac Hertzman-Ericsson Scenografi Gunnar Lindblad 27 föreställningar |
| 1948 | Fröjd för stunden Present Laughter                                            | Noël Coward Översättning Eva Tisell                                                             | Per-Axel Branner | Premiär 23 oktober 1948 Sture Lagerwall, Marianne Aminoff, Guje Lagerwall, Nils Kihlberg, Tord Stål, Irma Christenson, Vibeke Falk, Barbro Hiort af Ornäs, Sven Lindberg, Torsten Lilliecrona, Sif Ruud, Fylgia Zadig, Birgitta Young, Vera Schmiterlöw Scenografi Karl H. Martin, Kostym Alvar Granström 160 föreställningar |
| 1949 | Yerma                                                                         | Federico García Lorca Översättning Hjalmar Gullberg och Karin Alin                              | Per-Axel Branner | Premiär 17 mars 1949 Gunn Wållgren, Tage Berg, Gunnar Sjöberg, Barbro Nordin, Sven Lindberg, Naima Wifstrand, Guje Lagerwall, Marianne Aminoff, Ulla Akselson, Ingrid Jernberg, Inga Gill, Barbro Hiort af Ornäs, Fylgia Zadig, Estrid Hesse, Brita Nordin, Tord Stål, Börge Krüger, Tyyne Talvo Cramér Scenografi Gunnar Lindblad, Koreografi Birgit Cullberg 23 föreställningar                                                         |
| 1949 | Den lilla hyddan La petite hutte                                              | André Roussin Översättning Eva Tisell                                                           | Per-Axel Branner | Premiär 4 maj 1949 Sture Lagerwall, Per-Axel Branner, Håkan Westergren, Sonja Wigert, Gunn Wållgren, George Fant, Willy Peters, Nils Kihlberg, Stig Malmroos Scenografi Gunnar Lindblad, Kostym Alvar Granström 100 föreställningar |
| 1949 | Arvtagerskan The Heiress                                                      | Ruth och Augustus Goetz Översättning Gustaf Agerberg                                            | Per-Axel Branner | Premiär 29 september 1949 Gunnar Sjöberg, Gunn Wållgren, Karl-Arne Holmsten, Bengt Blomgren, Märta Arbin, Marianne Aminoff, Brit Ångström, Marie Hedeholm, Maud Hyttenberg, Fylgia Zadig, Bengt Blomgren, Palle Granditsky Scenografi Alvar Granström 60 föreställningar |
| 1949 | Brittsommar September Tide                                                    | Daphne du Maurier Översättning Eva Tisell                                                       | Per-Axel Branner | Premiär 30 november 1949 Alice Eklund, Marianne Aminoff, Bengt Blomgren, Tord Stål, Märta Arbin, Nils Eklund Scenografi Eric Söderberg 56 föreställningar |
| 1950 | Nina                                                                          | André Roussin Översättning Eva Tisell                                                           | Per-Axel Branner | Premiär 9 februari 1950 Margit Manstad, Georg Funkquist, Lauritz Falk, Börje Mellvig, Roland Sandström Scenografi Karl H. Martin 100 föreställningar |
| 1950 | Äktenskapsbrott Breach of Marriage                                            | Dan Sutherland Översättning Sten-Göran Camitz                                                   | Per-Axel Branner | Premiär 24 maj 1950 Gunnar Sjöberg, Tord Stål, Lisskulla Jobs, Alf Kjellin, Marianne Aminoff, Bengt Blomgren, Nils Ohlin, Märta Arbin 25 föreställningar |
| 1950 | Jagande efter vind Summer and Smoke                                           | Tennessee Williams Översättning Bengt Hernlund                                                  | Per-Axel Branner | Premiär 12 augusti 1950 Inge Wærn, Bengt Eklund, Bengt Blomgren, Einar Hylander, Tord Stål, Märta Arbin, Doreen Denning, Nils Ohlin, Ulla Holmberg, Guje Lagerwall, Lennart Lundh, Carl Olof Alm, Britt Ångström, Palle Granditsky, Tage Berg Scenografi Ulla Friberger 37 föreställningar |
| 1950 | Boboll Bobosse                                                                | André Roussin                                                                                   | Per-Axel Branner | Premiär 21 september 1950 Sture Lagerwall, Gunn Wållgren, Marianne Aminoff, Sven Lindberg, Tord Stål, Guje Lagerwall, Nils Ohlin, Doreen Denning, Bengt Blomgren, Lennart Lundh, Palle Granditsky Scenografi Karl H. Martin 124 föreställningar |
| 1951 | Clérambard                                                                    | Marcel Aymé Översättning Sten-Göran Camitz                                                      | Per-Axel Branner | Premiär 1 februari 1951 Georg Rydeberg, Sif Ruud, Märta Arbin, Svea Holst, Lennart Lundh, Nils Ohlin, Gunn Wållgren, Ulla Wikander, Tord Stål, Björn Berglund, Marianne Aminoff, Lisskulla Jobs, Birgitta Kyrklund, Brita Grill, Marie Hedeholm, Margit Aronsson, Carl-Olof Alm, Willie Sjöberg, Tage Berg, Bengt Blomgren, Henrik Schartau Scenografi Gunnar Lindblad                                                                    |
| 1951 | Arvtagerskan The Heiress                                                      | Ruth och Augustus Goetz                                                                         | Per-Axel Branner | Premiär 9 april 1951 Gunn Wållgren, Tord Stål, Bengt Blomgren, Marianne Aminoff, Märta Arbin, Ulla Akselson, Maud Hyttenberg, Marie Hedeholm Scenografi Alvar Granström 24 föreställningar |
| 1951 | Strutsens ägg Les Oeufs de l'autruche                                         | André Roussin Översättning Eva Tisell                                                           | Per Gerhard      | Premiär 28 april 1951 Per-Axel Branner, Gunn Wållgren, Märta Arbin, Lennart Lundh, Willy Peters, Signe Lundberg-Settergren Scenografi Ulla Friberger, Kostym Alvar Granström 36 föreställningar |
| 1951 | Så tuktas kärleken La repetition ou l'amour puni                              | Jean Anouilh Översättning C.G. Bjurström och Tuve Ambjörn Nyström                               | Per-Axel Branner | Premiär 21 september 1951 Frank Sundström, Gunn Wållgren, Marianne Aminoff, Gunnar Sjöberg, Willy Peters, Nils Ohlin, Maj-Britt Nilsson Scenografi Ulla Friberger, Kostym Alvar Granström 111 föreställningar |
| 1952 | Överstarnas kärlek The love of four colonels                                  | Peter Ustinov Översättning Per Gerhard                                                          | Per Gerhard      | Premiär 18 januari 1952 Nils Ohlin, Willy Peters, Gunnar Sjöberg, Tord Stål, Bengt Eklund, Marianne Aminoff, Maj-Britt Nilsson Scenografi Gunnar Lindblad 88 föreställningar |
| 1952 | Gigi                                                                          | Anita Loos Översättning Eva Tisell                                                              | Per-Axel Branner | Premiär 24 april 1952 Ingrid Thulin, Gull Natorp, Inga-Bodil Vetterlund, Ester Roeck-Hansen, Frank Sundström, Nils Ohlin, Märta Arbin Scenografi Eric Söderberg, Kostym Alvar Granström 28 föreställningar |
| 1952 | Familjens vita får The White Sheep of the Family                              | L. du Garde Peach och Ian Hay Översättning Eva Tisell                                           | Per-Axel Branner | Premiär 19 juni 1952 Lisskulla Jobs, Sigrid Lindström, Björn Berglund, Gunvor Pontén, Tage Berg, Tord Stål, Magnus Kesster, Carl-Olof Alm, Viveca Serlachius Scenografi Eric Söderberg Folkparksturné |
| 1952 | Man till salu The Bottom of the Pile                                          | Ernest Vajda och Clement Scott Gilbert Översättning Sten-Göran Camitz                           | Per-Axel Branner | Premiär 6 september 1952 Gunn Wållgren, Gunnar Sjöberg, Tord Stål, Nils Ohlin, Kenne Fant, Fylgia Zadig, Karl-Arne Holmsten, Ingrid Thulin Scenografi Eric Söderberg |
| 1953 | Flodlinjen The River Line                                                     | Charles Morgan Översättning Sten-Göran Camitz och Per-Axel Branner                              | Per-Axel Branner | Premiär 3 januari 1953 Sven Lindberg, Gunnar Sjöberg, Gunn Wållgren, Ingrid Thulin, Märta Arbin, Kenne Fant, Christian Bratt, Tom Dan-Bergman, Nils Ohlin Scenografi Torolf G. Engström 104 föreställningar |
| 1953 | Kungliga sviten Royal Suite                                                   | Ernest Vajda och Clement Scott Gilbert Översättning Sten-Göran Camitz och Per-Axel Branner      | Per-Axel Branner | Premiär 18 april 1953 Gunnar Sjöberg, Nils Ohlin, Gertrud Fridh, Georg Løkkeberg Scenografi Gunnar Lindblad, Kostym Ulla Ruthström-Glaeser 51 föreställningar |
| 1953 | Hennes man Son mari                                                           | Paul Géraldy och Robert Spitzer Översättning Sten-Göran Camitz och Per-Axel Branner             | Palle Granditsky | Premiär 20 september 1953 Gunn Wållgren, Erna Groth, Marie Hedeholm, Ingalill Söderman, Christian Bratt, Per-Axel Branner, Tage Berg Scenografi Gunnar Lindblad 69 föreställningar |
| 1953 | Don Juan i helvetet Man and Superman, akt III                                 | George Bernard Shaw Översättning Gustaf Linden och Ebba Low                                     | Per-Axel Branner | Premiär 9 december 1953 Gunnar Sjöberg, Gunn Wållgren, Georg Rydeberg, Olof Sandborg 51 föreställningar |
| 1954 | Lärkan L'alouette                                                             | Jean Anouilh Översättning Lennart Lagerwall                                                     | Per-Axel Branner | Premiär 11 februari 1954 Gunnar Sjöberg, Tord Stål, Gunn Wållgren, Tage Berg, Märta Arbin, Ragnar Sörman, Palle Granditsky, Börje Mellvig, Holger Kax, Willie Sjöberg, Erna Groth, Lilian Colander, Peter Lindgren, Birgitta André, Nils Ohlin, Claes Sylwander, Walter Turdén, Stig Malmroos, Ulf Zandrén Scenografi Gunnar Lindblad 66 föreställningar                                                                                  |
| 1954 | Sköna Helenas privatliv Helene, ou La joie de vivre                           | André Roussin och Madeleine Gray Översättning Eva Tisell och Per-Axel Branner                   | Per-Axel Branner | Premiär 22 april 1954 Gunnar Sjöberg, Sonja Wigert, Erna Groth, Tord Stål, Ulf Zandrén Scenografi Gunnar Lindblad 25 föreställningar |
| 1954 | The och sympati Tea and Sympathy                                              | Robert Anderson                                                                                 | Frank Sundström  | Premiär 9 september 1954 Eva Henning, Ulla Wikander, Lars Ekborg, Peter Lindgren, Hans Dahlberg, Christian Bratt, Fale Burman, Helge Hagerman, Bengt Martin, Tord Stål Scenografi Sven Erik Skawonius 80 föreställningar |
| 1954 | Litet bo                                                                      | Herbert Grevenius                                                                               | Per-Axel Branner | Premiär 3 december 1954 Inga Gill, Lars Ekborg, Hans Dahlberg, Margreth Weivers, Karl-Arne Holmsten, Eva Wikman Scenografi Gunnar Lindblad 42 föreställningar |
| 1955 | Vår lilla stad Our Town                                                       | Thornton Wilder Översättning Anders Österling                                                   | Per-Axel Branner | Premiär 27 januari 1955 Erik Berglund, Claes Thelander, Fale Burman, Hans Dahlberg, Marianne Aminoff, Britta Brunius, Lars Ekborg, Gun Andersson, Lasse Berggren, Öllegård Wellton, Bengt Blomgren, Tord Stål, Frank Sundström, Eva Wikman, Percy Brandt, Mats Dahlbäck, Tage Berg 31 föreställningar |
| 1955 | Henrik IV Enrico IV                                                           | Luigi Pirandello Översättning Karin de Laval och Rudolf Wendbladh, Bearbetning Per-Axel Branner | Per-Axel Branner | Premiär 4 mars 1955 Frank Sundström, Sonja Wigert, Gun Andersson, Göran Graffman, Claes Thelander, Tord Stål, Bengt Blomgren, Hans Dahlberg, Fale Burman, Percy Brandt, Tage Berg Scenografi Yngve Gamlin 34 föreställningar |
| 1955 | Min fru på drift This Was a Man                                               | Noël Coward Översättning Rudolf Wendbladh                                                       | Frank Sundström  | Premiär 15 april 1955 Sonja Wigert, Bengt Blomgren, Frank Sundström, Meg Westergren, Eva Wikman, Percy Brandt, Marianne Aminoff, Claes Thelander, Sten Ardenstam Scenografi Alvar Granström 66 föreställningar |
| 1955 | Club 13:s nojsfält, revy                                                      | Gösta Severin                                                                                   | Göte Arnbring    | Premiär 9 maj 1955 Gunvor Pontén, Göte Arnbring, Tor Isedal, Svenerik Perzon, Sten Mattsson, Lena Söderblom, Kerstin Nyberg, Ulla-Britt Littorin, Ann-Margret Richmann, Sten Ardenstam, Katarina Taikon Scenografi Tage Plobeck och Göte Arnbring, Kapellmästare Roland Edling 120 föreställningar |
| 1955 | Regnmakaren The Rainmaker                                                     | N. Richard Nash                                                                                 | Frank Sundström  | Premiär 23 september 1955 Elof Ahrle, Tord Stål, Percy Brandt, Bernt Callenbo, Lars Ekborg, Björn Gustafsson, Marianne Aminoff, Curt Masreliez, Christian Bratt, Tage Berg, Claes Thelander, Frank Sundström Scenografi Gunnar Lindblad 72 föreställningar |
| 1955 | Tre Amerikaner: De nedtrampade petuniorna The case of the crushed petunias    | Tennessee Williams Översättning Barbro Thelander                                                | Claes Thelander  | Premiär 6 december 1955 Öllegård Wellton, Percy Brandt, Lars Ekborg, Brita Öberg Scenografi Torolf G. Engström 7 föreställningar |
| 1955 | Tre Amerikaner: En telefonsignal A Telephone Call                             | Dorothy Parker Översättning Eva von Zweigbergk                                                  | Claes Thelander  | Premiär 6 december 1955 Sonja Wigert Scenografi Torolf G. Engström 7 föreställningar |
| 1955 | Tre Amerikaner: Onyttingen The No’ Count Boy                                  | Paul Green Översättning Birgitta Hammar och Eva Tisell                                          | Claes Thelander  | Premiär 6 december 1955 Öllegård Wellton, Percy Brandt, Lars Ekborg, Brita Öberg Scenografi Torolf G. Engström 7 föreställningar |
| 1955 | Simon och Laura Simon and Laura                                               | Alan Melville Översättning Per-Axel Branner och Eva Tisell                                      | Per-Axel Branner | Premiär 29 december 1955 Claes Thelander, Sonja Wigert, Nils Ohlin, Britta Brunius, Percy Brandt, Lars Ekborg, Sissi Kaiser, Johan Sandström, Tage Berg, Sten Ardenstam, Eva Wikman, Barbro Thelander 100 föreställningar |
| 1956 | Alltsedan paradiset Ever Since Paradise                                       | J.B. Priestley                                                                                  | Per-Axel Branner | Premiär 28 augusti 1956 Percy Brandt, Gunnel Sporr, Claes Thelander, Gerd Hagman, Sture Ström, Else Marie Brandt Scenografi och kostym Alvar Granström 69 föreställningar |
| 1956 | Romanoff och Juliet Romanoff and Juliet                                       | Peter Ustinov Översättning Lars Forssell och Pär Rådström                                       | Hans Dahlin      | Premiär 17 oktober 1956 Georg Rydeberg, Bengt Brunskog, Ulla Sjöblom, Percy Brandt, Else Marie Brandt, Karl-Arne Holmsten, Ulla Wikander, Sten Lonnert, Christian Bratt, Gunnel Sporr, Nils Ohlin, Sture Ström, Fale Burman Scenografi Torolf G. Engström 30 föreställningar |
| 1957 | Litterär afton: Oswald och Zénaide Oswald et Zénaïde                          | Jean Tardieu Översättning Ilmar Laaban                                                          | Andris Blekte    | Premiär 8 februari 1957 Gudrun Östbye, Sten Lonnert, Gösta Borg 3 föreställningar |
| 1957 | Litterär afton: Sonata och Växelspel                                          |                                                                                                 | Lia Schubert     | Premiär 8 februari 1957 Kirsten Eriksen, John Burman, Eki Erikson Gästspel av Ballet Intim 3 föreställningar |

### Lilla teatern
| År   | Produktion                                                                                                   | Upphovsmän                                                              | Regi                            | Noter |
| ---- | --- | ----------------------------------------------------------------------- | ------------------------------- | --- |
| 1957 | Janus | Carolyn Green Översättning Stig Ahlgren                                 | Nanny Westerlund                | Premiär 11 mars 1956 Marianne Aminoff, Frank Sundström, Märta Dorff, Georg Rydeberg, Magnus Kesster Scenografi Torolf G. Engström 60 föreställningar |
| 1957 | En skojares dagbok На всякого мудреца довольно простоты, Na vsjakogo mudreca dovol’no prostoty               | Aleksandr Ostrovskij Översättning Astrid Bæcklund och Herbert Grevenius | Josef Halfen                    | Premiär 10 september 1957 Curt Masreliez, Märta Dorff, Tom Dan-Bergman, Christian Bratt, Claes Thelander, Laine Hilborn, Sven Miliander, Fylgia Zadig, Carl-Olof Ek, Nancy Dalunde, Meg Westergren, Arne Eriksson Scenografi Carl-Johan Ström 99 föreställningar |
| 1957 | Främlingarna                                                                                                 | Ingrid Korposoff                                                        |                                 | Premiär 16 november 1957 Berit Hasselberg, Coca Hindberg, Lars Korposoff, Sture Ström |
| 1957 | Tartiniana Calipette                                                                                         | Lia Schubert                                                            |                                 | Premiär 16 november 1957 Ulla Paulson, Bengt Andersson, John Burman, Barrie Stanley, Gunhild Winklerfelt, Lillemor Lundberg Scenografi Jan Brazda Gästspel av Ballet Intim |
| 1957 | Vi bygger hus                                                                                                | Else Fisher                                                             | Else Fisher                     | Premiär 26 december 1957 Marrit Ohlsson, Leif Cahling, Pia Arnell, Arne Eriksson Scenografi Else Fisher 10 föreställningar |
| 1958 | Spindelnätet The Spider's Web                                                                                | Agatha Christie Översättning Eva Tisell                                 | Gösta Cederlund                 | Premiär 14 januari 1958 Gösta Cederlund, Fritiof Billquist, Curt Masreliez, Agneta Prytz, Pia Arnell, Fylgia Zadig, Arne Eriksson, Tom Dan-Bergman, Sture Djerf, Gösta Prüzelius, Carl-Olof Ek Scenografi Eric Söderberg 67 föreställningar |
| 1958 | Jeppe på berget Jeppe paa Bierget                                                                            | Ludvig Holberg Översättning Ebbe Linde                                  | Josef Halfen                    | Premiär 29 mars 1958 Claes Gill, Fylgia Zadig, Fritiof Billquist, Curt Masreliez, Tom Dan-Bergman, Carl-Olof Ek, Sture Ström, Arne Eriksson, Nancy Dalunde, Lars Elldin Scenografi Carl-Olov Cloffe 45 föreställningar |
| 1958 | Min fru går igen Blithe Spirit                                                                               | Noël Coward Översättning Gunilla Skawonius                              | Frank Sundström                 | Premiär 3 mars 1958 Agneta Prytz, Frank Sundström, Marianne Aminoff, Hariette Garellick, Tom Dan-Bergman, Pia Arnell, Agneta Ljung Scenografi Gunnar Lindblad 102 föreställningar |
| 1959 | I sista minuten Gli ultimi cinque minuti                                                                     | Aldo De Benedetti Översättning Karin Alin                               | Frank Sundström                 | Premiär 9 januari 1959 Signe Hasso, Maud Hyttenberg, Gunnar Sjöberg, Lennart Lindberg, Loraine Sarwall, Sture Ström, Tom Dan-Bergman, Fredrik Ohlsson, Thomas Birth Scenografi Gunnar Lindblad 139 föreställningar |
| 1959 | Oscar | Claude Magnier Översättning Claes Hoogland                              | Gösta Folke                     | Premiär 15 september 1959 Åke Fridell, Ingvar Kjellson, Agneta Prytz, Ulla Wikander, Pia Arnell, Sissi Kaiser, Meta Velander, Brita Billsten, Gösta Prüzelius, Maud Hyttenberg, Tom Dan-Bergman Scenografi Gunnar Lindblad 85 föreställningar |
| 1960 | Primadonna Adorable Julia                                                                                    | Marc-Gilbert Sauvajon Översättning Lennart Lagerwall                    | Gösta Folke                     | Premiär 8 januari 1960 Erik Rosén, Gösta Prüzelius, George Fant, Agneta Prytz, Thor Hartman, Kåre Santesson, Lars Elldin, Brita Billsten, Gerda Landgren, Marie-Ann Nordvall, Jan von Zweigbergk Scenografi Gunnar Lindblad 142 föreställningar |
| 1960 | Dagdrömmaren Flowering Cherry                                                                                | Robert Bolt Översättning Sven Barthel                                   | Tom Dan-Bergman                 | Premiär 16 september 1960 Sven Magnusson, Mona Dan-Bergman, Caryna Houmann, Arne Strand, Mac Hertzman-Ericson, Gregor Dahlman, Anita Lindohf, Gösta Bråhner Scenografi Gunnar Lindblad 22 föreställningar |
| 1960 | Om tobakens skadlighet О вреде табака, O vredye tabaka                                                       | Anton Tjechov Översättning Magda Lagerman                               | Tom Dan-Bergman                 | Premiär 17 september 1960 Tor Isedal 10 föreställningar |
| 1960 | Fällan Piege pour un homme seul                                                                              | Robert Thomas Översättning Lennart Lagerwall                            | Tom Dan-Bergman                 | Premiär 4 november 1960 George Fant, Fritiof Billquist, Sture Ström, Mona Dan-Bergman, Sven Magnusson, Brita Billsten Scenografi Gunnar Lindblad 82 föreställningar |
| 1961 | Tokan L'Idiote                                                                                               | Marcel Achard Översättning Evert Lundström                              | Tom Dan-Bergman                 | Premiär 24 februari 1961 George Fant, Karl-Arne Holmsten, Agneta Prytz, Gunnar Björnstrand, Brita Billsten, Lena Söderblom, Sven-Eric Gamble, Gunnar Nielsen, Börje Mellvig, Åke Lagergren, Kåre Santesson, Christian Bratt Scenografi Gunnar Lindblad |
| 1961 | Den heliga ilskan Die große Wut des Philipp Hotz                                                             | Max Frisch Översättning Erwin Leiser                                    | Vivica Bandler                  | Premiär 1 september 1961 Lasse Pöysti, Nils Brandt 5 föreställningar Gästspel av Lilla Teatern, Helsingfors |
| 1961 | Biederman och pyromanerna Biedermann und die Brandstifter                                                    | Max Frisch Översättning Erwin Leiser                                    | Vivica Bandler                  | Premiär 1 september 1961 Lasse Pöysti, Nils Brandt, Birgitta Ulfsson, Ingrid Söderblom 5 föreställningar Gästspel av Lilla Teatern, Helsingfors |
| 1961 | Fantasticks The Fantasticks                                                                                  | Tom Jones och Harvey Schmidt Översättning Gösta Rybrant                 | Jackie Söderman Tom Dan-Bergman | Premiär 22 november 1961 Christian Bratt, Gunnar Nielsen, Britta Pettersson, Walter Norman, Jan Sjödin, Åke Lagergren, Sten Mattsson Scenografi Gunnar Lindblad 188 föreställningar |
| 1962 | Leon Phitts är död Leon Phitts Is Dead                                                                       | Mark Zalk Översättning Kik Reeder                                       | Hans Abramson                   | Premiär 21 september 1962 Per Myrberg, Helena Brodin, Monica Nielsen, Mona Dan-Bergman, Björn Gustafson, Sture Hovstadius, Al. Samfors, Bengt-Olof Granberg Scenografi Gunnar Lindblad 39 föreställningar |
| 1962 | Party: Picknick på slagfältet Pique-nique en campagne                                                        | Fernando Arrabal Översättning Evert Lundström                           | Jackie Söderman                 | Premiär 25 november 1962 Björn Gustafson, Åke Lagergren, Mona Dan-Bergman, Brita Billsten, Per Myrberg, Sture Hovstadius, Sven-Erik Hööst Scenografi Svenolov Ehrén, Kostym Ann Mari Ström 119 föreställningar |
| 1962 | Party: De tre hjältarna I tre bravi                                                                          | Dario Fo Översättning Bertil Bodén                                      | Jackie Söderman                 | Premiär 25 november 1962 Sture Hovstadius, Monica Nielsen, Monica Zetterlund, Helena Brodin, Björn Gustafson, Per Myrberg, Åke Lagergren Scenografi Svenolov Ehrén, Kostym Ann Mari Ström 119 föreställningar |
| 1962 | Party: Drömmar i Omsk                                                                                        | Lars Forssell                                                           | Jackie Söderman                 | Premiär 25 november 1962 Per Myrberg, Björn Gustafson, Monica Zetterlund, Mona Dan-Bergman, Britt Olofsson, Åke Lagergren, Sture Hovstadius, Monica Nielsen, Helena Brodin Scenografi Svenolov Ehrén, Kostym Ann Mari Ström 119 föreställningar |
| 1963 | Brecht on Brecht                                                                                             | George Tabori Översättning Erwin Leiser                                 | Jackie Söderman                 | Premiär 30 augusti 1963 Viveca Lindfors, Georg Årlin, Tor Isedal, Lena Granhagen Scenografi Gunnar Lindblad 79 föreställningar |
| 1963 | Cranks | John Cranko Översättning Gösta Rybrant                                  | Jackie Söderman                 | Premiär 1 december 1963 Tor Isedal, Lena Granhagen, Per Asplin, Jackie Söderman Scenografi Kerstin Hedeby 104 föreställningar |
| 1964 | Kära lögnare Dear Delinquent                                                                                 | Jerome Kilty                                                            | Sandro Malmquist                | Premiär 17 april 1964 Ruth Kasdan, Runar Schauman Scenografi Sandro Malmquist 5 föreställningar Gästspel av Riksteatern |
| 1964 | Va' ska vi göra Hvad ska vi lave                                                                             | Klaus Rifbjerg och Jesper Jensen Översättning Gösta Rybrant             | Jackie Söderman                 | Premiär 4 september 1964 Lena Granhagen, Catrin Westerlund, Olle Andersson, Frej Lindqvist, Lars Passgård Scenografi Yngve Gamlin 79 föreställningar |
| 1964 | Match | Michel Fermaud Översättning Eva Tisell                                  | Tom Dan-Bergman                 | Premiär 30 december 1964 Lena Söderblom, Ove Tjernberg Scenografi Gunnar Lindblad, Kostym Ann Mari Ström 16 föreställningar |
| 1965 | Offret | Lennart F. Johansson                                                    | Göran Graffman                  | Premiär 5 februari 1965 Torsten Wahlund, Maj-Britt Lindholm, Jan Tiselius, Ingela Romare Scenografi Göran Graffman och Ove Alström Gästspel av Stockholms stadsteater |
| 1965 | O | Sandro Key-Åberg                                                        | Claes von Rettig                | Premiär 30 mars 1965 Lena Söderblom, Lena Granhagen, Gerd Hagman, Nils Eklund, Håkan Serner, Olof Thunberg Scenografi Nisse Skoog Gästspel av Stockholms stadsteater |
| 1965 | Kääärlek Luv                                                                                                 | Murray Schisgal Översättning Petter Bergman                             | Keve Hjelm                      | Premiär 8 oktober 1965 Nils Poppe, Olof Thunberg, Gun Arvidsson Scenografi Akke Nordwall Gästspel av Stockholms stadsteater |
| 1966 | Knickedick 2                                                                                                 | Cornelis Vreeswijk                                                      | Lia Schubert                    | Premiär 28 oktober 1966 Cornelis Vreeswijk, Ann-Louise Hansson, Siv Ander, Dyane Gray, Terje Toresen Scenografi Torolf G. Engström, Koreografi Lia Schubert 27 föreställningar |
| 1967 | Alltid på en onsdag Any Wednesday                                                                            | Muriel Resnik Översättning Guje Lagerwall                               | Kåre Santesson                  | Premiär 5 januari 1967 Gunnar Björnstrand, Inga Gill, Harriet Andersson, Lena Granhagen, Olof Thunberg Kostym Gunila Axén, Scenografi Ulf Axén |
| 1968 | Älskling, du vet att jag inte hör dig när vattnet rinner You Know I Can't Hear You When The Water Is Running | Robert Anderson Översättning Torsten Ehrenmark                          | Per Gerhard                     | Premiär 1 mars 1968 Frej Lindqvist, Björn Bjelfvenstam, Börje Nyberg, Meg Westergren, Marie Ahrle, Olof Thunberg, Inga Gill Scenografi Nisse Skoog 193 föreställningar |
| 1970 | I hjärtat av Paris Quatre pièces sur jardin                                                                  | Pierre Barillet och Jean-Pierre Gredy Översättning Torsten Ehrenmark    | Stig Ossian Ericson             | Premiär 9 oktober 1970 Bo-Ivan Petersson, Maude Adelson, Agneta Prytz, Claes Thelander, Leif Ahrle Kostym Ulla Cassland, Scenografi Gunnar Lindblad 108 föreställningar |
| 1971 | Skulle det dyka upp fler lik är det bara å ringa Busybody                                                    | Jack Popplewell Översättning Evert Lundström                            | Stig Ossian Ericson             | Premiär 12 mars 1971 Agneta Prytz, Fylgia Zadig, Leif Ahrle, Karl-Erik Forsgårdh, Thomas Ungewitter, Anders Sundquist, Claes Thelander, Jarl Borssén, Eivor Landström, Mona Dan-Bergman, Rut Cronström, Brita Billsten, Tina Hedström, Bo-Ivan Petersson, Lennart Lindberg, Sten Ardenstam, Per-Olof Ekvall, Suzanne Hovinder, Solveig Andersson Scenografi Ralf Forsström |